# Nintendo Switch
Nintendo Switch（ニンテンドースイッチ）は、任天堂が開発を行い、2017年3月3日に発売された家庭用ゲーム機。日本でのキャッチコピーは、「カタチを変えてどこへでも」「いつでも、どこでも、誰とでも」（本体パッケージには「play anytime, anywhere, with anyone.」と英語で表記されている）。

## 概要
家庭機の世代ではWii Uの後継として開発されたが、CPU構想や本体仕様としては事実上ニンテンドー3DSの後継となった本機は、据置型ゲーム機・携帯型ゲーム機として、プレイシーンに合わせて3つのプレイスタイルで遊べるように設計された。
任天堂はNintendo Switchのコンセプトの「持ち出せる家庭用据置型ゲーム機」に「最初からついている左右一対の2つのJoy-Con」という特徴が加わることで、いつでも、どこでも、みんなで一緒に楽しむことができる新しいゲーム機、「既存の据置型ゲーム機の範疇には入らないゲーム機」としつつも、「携帯型ゲーム機としての利用もできる据置型ゲーム機」としている。
本機はNintendo Switch本体、Nintendo Switch専用のコントローラーである「Joy-Con（ジョイコン）」、Switch本体を差し込む「Nintendo Switchドック(事実上のUSB-Cハブ)」で構成される。
Switch本体にはディスプレイとバッテリーを装備しており、Joy-Conを装着することで携帯型ゲーム機として利用でき、Switchドックに差し込むことで据え置きゲーム機として利用出来る。新たに搭載されたUSB-C端子はSwitchドックとの接続のみならず、周辺機器との接続が可能。Joy-Con内蔵バッテリーへの充電機能も備わっている。
Joy-Conは新規に開発されたコントローラーで2個1セットの構成。1セットで最大2人対戦にも対応している。付属の「Joy-Conストラップ」を取り付けることにより、安全性を高めることもできる。
SwitchドックはSwitch本体を差し込むことで、テレビに繋げて据置型ゲーム機として遊ぶことができる。Switchドックには、本体に内蔵したバッテリーへの充電機能、HDMI出力端子とUSB端子(有機ELモデルにはLAN端子も)、ドック接続時の電源供給機能を備えている。本機はWii Uとは異なり、USB-CからHDMIに変換して映像出力する方法(Alt Mode)を採っており、SwitchドックがUSBハブとしての役割も担っていることになる。
ソフトウェア媒体は、ニンテンドー ゲームキューブからWii Uまでは一貫して光ディスクを採用していたが本機では採用しておらず、ニンテンドーDS、ニンテンドー3DSから続くフラッシュメモリ方式のゲームカードを採用している。また、任天堂の据置型ゲーム機でロムカセットを採用したのは、NINTENDO 64以来となる。
2019年にはNintendo Switchの「バッテリー持続時間が長くなった新モデル」とNintendo Switch本体とコントローラを一体化させて、携帯モードへと特化させた廉価モデルである「Nintendo Switch Lite」が発売され、2021年にはNintendo Switchの液晶画面が有機ELとなった上位モデルである「Nintendo Switch（有機ELモデル）」が発売された。
任天堂ハードは大まかに6 - 7年周期で世代交代しているが、Switchは比較的息の長いハードとなっている。販売台数もそれらが反映されており、シリーズ累計で1億台を突破した。販売台数で1億台を突破したのは同社据え置きハードではWii以来、携帯型ハードとしてもニンテンドーDS以来となった。

## 概説
2015年3月17日、任天堂とDeNAの「資本・業務提携発表会」で、「全く新しいコンセプトのゲーム機」として「NX（開発コード名）」の開発を公表した。任天堂の4代目社長の岩田聡は「スマートデバイスでゲームビジネスを展開するのは、ゲーム専用機ビジネスへの情熱や展望を失ったのではない。スマートデバイスをどうやって活用するか決めたところで、今まで以上にゲーム専用機ビジネスに展望や情熱をもっている」とした。「任天堂はゲーム専用機から撤退し、スマートフォン向けゲームに乗り換えるのではないか」という誤解が世間で生じさせないようにする為、NXの存在が公表されたという。
2016年10月20日の日本時間の午後11時より各国の任天堂の公式サイトなどを通じ、「Nintendo Switch」として正式に発表された。
2017年1月13日の日本時間の午後1時よりメディア・ビジネスパートナー向けの発表会として東京ビッグサイトにて開催された「Nintendo Switch プレゼンテーション 2017」では「任天堂の娯楽のDNAをしっかりと受け継ぎ、すべてを積み込んだ」と紹介され、Nintendo Switchは「任天堂が販売した歴代のゲーム機の特徴を受け継いでおり、まさに任天堂の集大成とも呼べるゲーム機となっている」と公表された。
2017年2月1日の任天堂の「2017年3月期 経営方針説明会 / 第3四半期決算説明会」にて、Nintendo Switchを日本では希望小売価格29,980円（税抜き）で発売で、アメリカでは希望小売価格299.99ドルで発売としており、Wii Uとは異なり、基本的に赤字を出さない価格設定であるとした。
任天堂はNintendo Switchのソフトウェアラインナップを考える上で、発売から順次、間を開けることなく新しいゲームタイトルを提供することで、ゲームを継続的に遊んでもらい、話題を維持し、Nintendo Switchのセールスの勢いを維持する目的があると語った。
Nintendo of Americaの元社長のレジナルド・フィサメィは「Nintendo Switchは境界なくゲームを切り開き、ゲーマーが自分の好きなように自由にプレイすることが可能である」と紹介しており、任天堂の5代目社長の君島達己は「NXはニンテンドー3DSやWii Uの後継機ではない」と発言していた。任天堂は過去にもニンテンドーDSを発表する際にゲームボーイアドバンスの後継機ではないと発言しており、「第三の柱」を志向していた。
君島達己によるとNXという開発コードは、Nintendo Switchの開発に深く関わっていた岩田聡が命名したという。名前の由来は命名した当の岩田聡しか知らず、君島達己ら他の経営陣や社内の開発者らに語る機会もなく、本機の完成と発売を見ることなく他界してしまったため、誰もその由来を知らないという。岩田は、2002年5月の社長就任直後から「据置型のテレビゲームが転換期に来ているのは確かだ。時代は変わり、どこへでも持ち歩ける携帯型が優位だ。据置型と携帯型の連合や融合を念頭に、新しい遊びの提案もやっていきたい。」と展望を語っていた。
Switchを開発するにあたって、岩田は「まるで映画のような大作ゲームのための十分なパワーを持ちながら、どこにでも持ち運べる小型のゲーム機を。」とビジョンを語っていた。
Nintendo Switchの総合プロデューサーである小泉歓晃は、Nintendo Switchのテーマを「24時間、いつでもどこでも誰とでも、というテーマでやっている」と語っている。
2023年11月に任天堂は「2024年3月期 第2四半期決算説明会 / 経営方針説明会」のプレゼンテーション資料にて「（2024年3月3日で8年目を迎えるが）これまでのプラットフォームのライフサイクルに囚われることなく、今後も新作タイトルの展開を続けていく」と発表している。
2024年5月に任天堂公式Xから「Switchの後継機に関する発表を今期中にお知らせします」との発表があった。これについては、2025年1月16日に名称がNintendo Switch 2となることが発表された。

## 沿革

### 2013年
- 2月 ‐ これまで独立した本部で別々に開発されてきた、携帯ゲーム機と据置型ゲーム機の開発体制が統合され、統合開発本部が組織された[36]。

### 2014年
- プロジェクト開始[37]。

### 2015年
- 3月17日 ‐ 任天堂とDeNAとの「資本・業務提携発表」の席上、任天堂の岩田聡が「NX」の開発を行っていること、詳細な続報は2016年に発表することを表明[38]。ただし、DeNAがNintendo Switch本体を開発しているわけではなく、ポケモンマスターズexなどのソーシャルゲームの開発、およびニンテンドーアカウントのサーバー管理などの役割を承っていることがのちに判明している[39]。
- 9月16日 ‐ Switchの開発を担当していた統合開発本部と、OSやネットワークなどを担当するシステム開発本部を統合し、技術開発本部が新設された[40][41]。

### 2016年
- 4月27日 ‐ 任天堂の公式Twitterアカウントにて、NXの発売予定時期を2017年3月と発表[42]。
- 10月20日 ‐ 日本国内の23時より各国の任天堂のオフィシャルサイトにて、ワールドプレミアを実施。「Nintendo Switch」と製品詳細が正式に発表[43]。
- 10月27日 ‐ 任天堂の「2017年3月期 第2四半期決算説明会」にて、2017年3月末までに全世界に向けてNintendo Switchを200万台の出荷を計画していることを発表。

### 2017年
- 1月13日 ‐ メディア・ビジネスパートナー向けの発表会「Nintendo Switch プレゼンテーション 2017」を東京ビッグサイトにて開催[44]。任天堂の関係者や各ソフトメーカーの関係者が登壇し、発売日、本体価格、セット内容、ソフトウェアラインナップを発表。日本での希望小売価格は29,980円（税別）[1]。
- 1月14日、1月15日 ‐ 一般向け体験会「Nintendo Switch 体験会 2017」を東京ビッグサイトにて開催。
- 1月21日 ‐ 予約受付開始。
- 1月23日 ‐ 任天堂の公式オンラインストアである「マイニンテンドーストア」がオープン。Joy-ConやJoy-Conストラップのカラーをカスタマイズできる「Nintendo Switch カスタマイズ」が登場。
- 2月8日 ‐ 日本でのテレビコマーシャルを初公開。
- 3月3日 ‐ 日本、米国、カナダ、欧州、オーストラリア、香港などで世界同時発売。また3月末までには、その他の国々でも発売[1]。
- 6月22日 ‐ 発売から3か月が経過しても生産が追いつかず、品薄状態となっていることに関する異例の謝罪文を任天堂の公式サイトにて掲載[45][46]。合わせて、同年7月、8月には出荷台数を増やすことも発表。
- 12月1日 ‐ Nintendo Switchが北米のセールシーズン（感謝祭、ブラックフライデー、サイバーマンデー）でセール対象の競合商品などを抑えて通常価格で最も売れた商品となった[47]。

### 2018年
- 1月20日 ‐ 任天堂のオフィシャルサイトにて、Nintendo Switchの周辺機器「Nintendo Labo」を発表。また、先行体験会「Nintendo Labo Camp」の告知も行われた。
- 3月13日 ‐ Nintendo Switchが「デジタル・コンテンツ・オブ・ジ・イヤー'17 / 第23回記念AMDアワード」にて、大賞と総務大臣賞を受賞。
- 5月23日 ‐ マイニンテンドーストア限定でNintendo Switch本体、Joy-Con、Joy-Conストラップのみ同梱の「Nintendo Switch 2台目用セット」販売開始[48]。
- 9月19日 ‐ 日本国内で「Nintendo Switch Online」（後述）が正式にスタート。また、「ファミリーコンピュータ Nintendo Switch Online」もスタートし、利用者限定の特典やサービスなども開始。

### 2019年
- 4月26日 ‐ Nintendo Switchを中国で発売するために任天堂とテンセント（騰訊）で協力していることを公表[49]。
- 6月27日 ‐ Nintendo Switchソフトなどのダウンロードに使える3,000円クーポンが付いたNintendo Switch本体を数量限定で販売。
- 7月10日 ‐ 日本時間の午後9時より各国の任天堂のオフィシャルサイトを通じ、「Nintendo Switch Lite」を発表（型番冒頭3文字がHDH）。価格は19,980円（税別）。
- 7月17日 ‐ バッテリー持続時間が約4.5時間ー9時間に長くなったマイナーチェンジモデルの「バッテリー持続時間が長くなった新モデル」を発表（型番冒頭3文字がHAD）。8月下旬から発売予定で、価格は旧型と同様の29,980円（税別）[50][51]。従来機種（型番HAC）は約2.5ー6.5時間。
- 8月30日 ‐ 日本にてバッテリー持続時間が長くなった新モデルを発売。携帯モードに特化したモデルであるNintendo Switch Liteの予約の受付を開始。
- 9月6日 ‐ 「スーパーファミコン Nintendo Switch Online」がスタート。
- 9月20日 ‐ Nintendo Switch Liteが世界同時発売。
- 11月3日 ‐ Nintendo Switch Liteとの合算で、日本国内での推定累計販売台数が1000万台を突破。
- 12月10日 - テンセントが販売を担当し、中国でNintendo Switchが発売。

### 2020年
- 9月6日 ‐ Nintendo Switch Liteとの合算で、日本国内での推定累計販売台数が1500万台を突破[52]。

### 2021年
- 6月2日 - Nintendo Switch Liteとの合算で、日本国内での推定累計販売台数が2000万台を突破[53]。
- 7月6日 ‐ 日本時間の午後10時より各国の任天堂のオフィシャルサイトなどを通じ、「Nintendo Switch（有機ELモデル）」（型番冒頭3文字がHEG）を発表[54]。価格は37,980円（税込）。
- 10月8日 ‐ Nintendo Switch（有機ELモデル）が世界同時発売。
- 10月26日 ‐ 「Nintendo Switch Online + 追加パック」がスタート。また、「NINTENDO 64 Nintendo Switch Online」と「セガ メガドライブ for Nintendo Switch Online」が利用者限定の特典としてサービス開始。

### 2022年
- 2月3日 - Nintendo Switchシリーズで、世界での累計販売台数が1億台を突破[55]。
- 6月16日 - Nintendo Switch Lite、有機ELモデルとの合算で、日本国内での推定累計販売台数が2500万台を突破[56]。
- 7月1日 - 子会社の任天堂販売が、いつでも加入可能で通常保証対象外の水濡れによる故障、落下による破損等もカバーするメーカー純正の定額制修理保証サービス「ワイドケア for Nintendo Switch」のサービスを開始[57]。

### 2023年
- 2月9日 - 「ゲームボーイ Nintendo Switch Online」がスタート。また、「Nintendo Switch Online + 追加パック」利用者限定で 「ゲームボーイアドバンス Nintendo Switch Online」がスタート。
- 11月30日 - CERO Zの作品を収録した「NINTENDO 64 Nintendo Switch Online 18+」がスタート。

### 2024年
- 7月11日 - 「ファミリーコンピュータ」（1983年発売、2686日間）を抜き、据え置き型では任天堂の中で最長寿（2687日間）のゲーム機になった[58]。

## 売上

### 販売台数
発表時には任天堂の株価が下落するなど投資家からの期待が薄かったものの、発売初月に任天堂が想定していた出荷台数の200万台を超え、274万台を出荷した。また、2018年1月31日、世界での累計販売台数が9か月で1486万台を突破したことが発表された。世界累計販売台数3000万台突破は発売開始後1年10か月で達成し、歴代のゲーム機では2位であった。1位はWiiの1年8か月。2022年2月には、Nintendo Switchシリーズが1億台出荷されたことが発表された。
一方、国内での累計販売台数1000万台は発売から約2年6か月で達成しており、ニンテンドーDSの約1年8か月に次ぐ速さで、PlayStation 2と同等の速さであった。2021年6月には、日本国内での推定累計販売台数が2000万台を突破。ゲームボーイ、PlayStation 2、ニンテンドーDS、ニンテンドー3DSに続いて達成した。2024年2月にはNintendo Switchシリーズの国内累計販売台数が3334万台を突破。日本国内で販売されたゲーム機において販売台数歴代1位となった。
2024年2月現在、任天堂の株式時価総額はSwitch発売時からの比較で3.3倍に拡大した。

### 日本での売り上げ
2017年
- 6月 ‐ 推定累計販売台数が100万台を突破。
- 累計販売台数 - 340万7158台

ゲーム・エンタメ情報総合サイトのファミ通の調査によると、日本国内におけるNintendo Switchの推定販売台数が発売から3日間で約33万637台を記録。ローンチソフトであるゼルダの伝説 ブレス オブ ザ ワイルドも19万3060本と好スタートを切った。その後もマリオカート8 デラックス、ARMSなどのソフトが発売されたが、ハードの生産が需要に追いつかず品薄となり、6月には任天堂が謝罪する事態となった。年末には品薄も解消され、11月から12月で100万台売り上げた。
2018年
- 9月 ‐ 推定累計販売台数が500万台を突破。
- 年間販売台数 - 348万2388台
- 発売からの累計販売台数 - 688万9546台

2018年も順調に売上を伸ばしたものの、前年と年間販売台数が横ばいになった。その原因として年末に売上が集中していたことが挙げられ、販売台数も8月末までの8か月間で約160万台、残りの4か月間で約188万台と年末で年間販売台数の半分を占めた。
2019年
- 11月 - Nintendo Switch Liteとの合算で、推定累計販売台数が1000万台を突破。
- 年間販売台数 - 449万3885台
- 発売からの累計販売台数 - 1138万3481台

2019年も順調に販売数を伸ばし、5月には日本国内での販売台数が現行機のPlayStation 4（Pro含む）を上回った（ファミ通調べ）。また、9月20日には携帯型に特化したNintendo Switch Liteを発売し、発売3日間で17.8万台を売り上げ、12月にはSwitch Liteのみで推定累計販売台数が100万台を突破した。
2020年
- 9月 ‐ Nintendo Switch Liteとの合算で、推定累計販売台数が1500万台を突破。
- 年間販売台数 - 595万6943台
- 発売からの累計販売台数 - 1734万374台

3月20日に発売されたあつまれ どうぶつの森が大きく売上を伸ばし、発売3日間で188万本を売り上げた。また、Switchの販売数も押し上げ、この週の販売数は39万2576台と前週よりも大きく売上を伸ばした。また、同時にSwitch本体とSwitch Lite本体の需要も高まったため、任天堂が同製品の出荷を一時停止する措置を行い、中古品の価格が高騰する一因にもなった。年末には桃太郎電鉄 〜昭和 平成 令和も定番!〜がミリオンヒットを記録するなどしてSwitch本体の販売数が増加し、年間販売台数は600万台弱とSwitch Liteが発売された前年より150万台増加した。
2021年
- 6月 - Nintendo Switch Liteとの合算で、推定累計販売台数が2000万台を突破。
- 年間販売台数 - 557万9127台
- 発売からの累計販売台数 - 2291万9501台

年間販売台数が発売以来初めて前年より下がったものの、モンスターハンターライズやポケットモンスター ブリリアントダイヤモンド・シャイニングパールがダブルミリオンを突破するなどし、販売台数500万台を2年連続で突破した。また、10月8日には本体の液晶画面を有機ELにするなど機能面を強化した有機ELモデルを発売し、発売3日間で13.8万台を売り上げた。
2022年
- 6月 - Nintendo Switch Liteとの合算で、推定累計販売台数が2500万台を突破。
- 年間販売台数 - 480万4546台
- 発売からの累計販売台数 - 2772万4047台

前年に引き続き年間販売台数は減少したが、スプラトゥーン3やポケットモンスター スカーレット・バイオレットといった有力ソフトが多数発売され、前者は当時の発売3日間国内売上記録、後者は国内に加え世界売上記録も更新した。

### 世界での売り上げ
| 会計年度 | 日本                  | 日本                  | 日本国外              | 日本国外              | 計                    | 計                    |
| 会計年度 | ハードウェア （万台） | ソフトウェア （万本） | ハードウェア （万台） | ソフトウェア （万本） | ハードウェア （万台） | ソフトウェア （万本） |
| -------- | --------------------- | --------------------- | --------------------- | --------------------- | --------------------- | --------------------- |
| 2017年   | 60                    | 89                    | 214                   | 457                   | 274                   | 546                   |
| 2018年   | 378                   | 1,226                 | 1,127                 | 5,125                 | 1,505                 | 6,351                 |
| 2019年   | 385                   | 2,148                 | 1,310                 | 9,707                 | 1,695                 | 11,855                |
| 2020年   | 521                   | 3,256                 | 1,582                 | 13,616                | 2,103                 | 16,872                |
| 2021年   | 660                   | 4,502                 | 2,223                 | 18,586                | 2,883                 | 23,088                |
| 2022年   | 519                   | 4,214                 | 1,787                 | 19,293                | 2,306                 | 23,507                |
| 2023年   | 437                   | 4,579                 | 1,360                 | 16,818                | 1,797                 | 21,396                |
| 2024年   | 441                   | 3,977                 | 1,128                 | 15,990                | 1,570                 | 19,967                |
| 2025年   | 319                   | 3,320                 | 761                   | 12,221                | 1,080                 | 15,541                |
| 合計     | 3,720                 | 27,312                | 11,492                | 111,810               | 15,212                | 139,123               |

## ハードウェア

### 本体（タブレット）

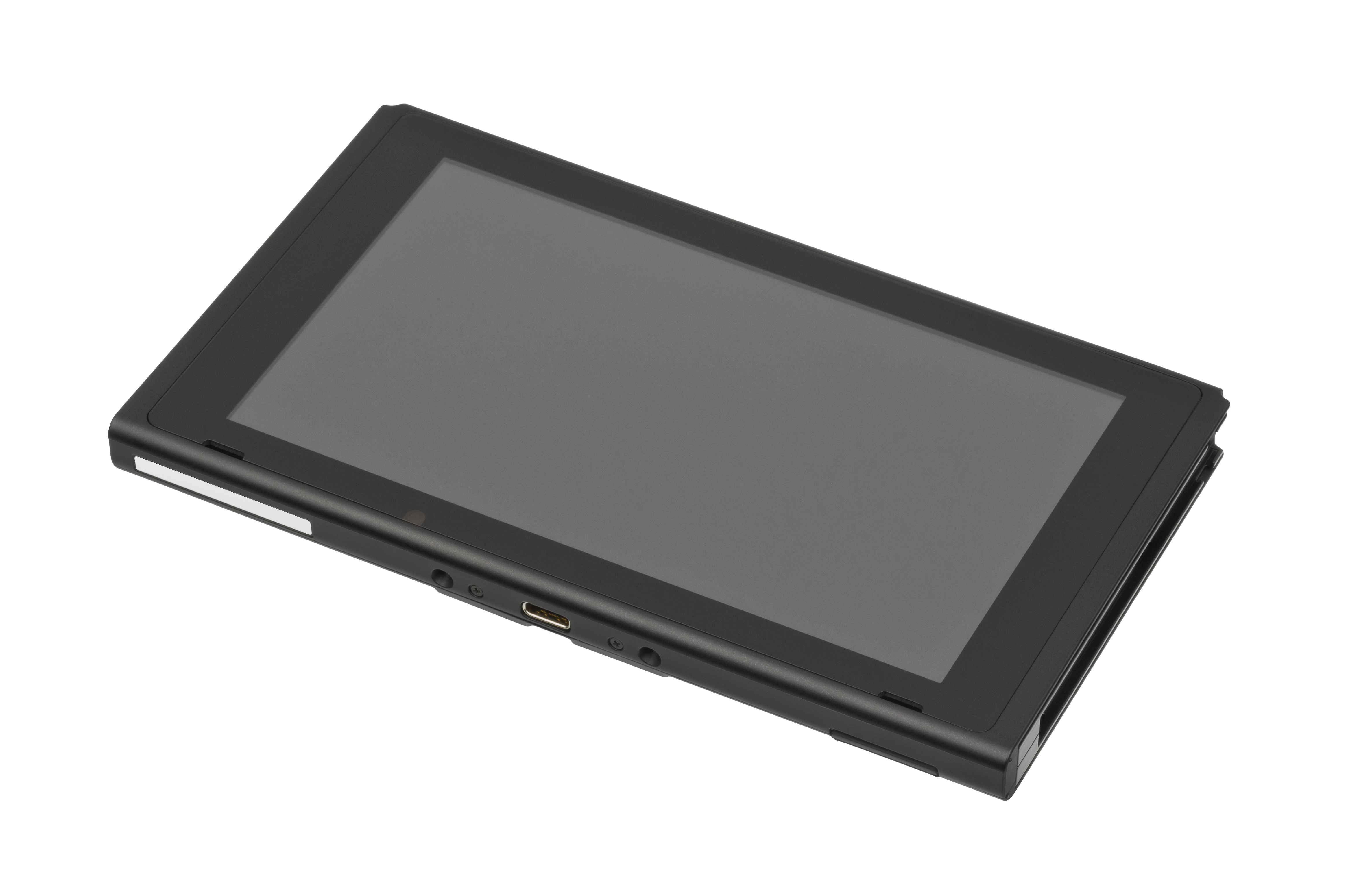
タブレット

Nintendo Switchの「本体」とは、このタブレットを指す。Nintendo Switchは任天堂とNVIDIAが共同開発をして、製造の半数以上をフォックスコンが行っている。NVIDIAはSoCだけではなく、アルゴリズム、コンピュータアーキテクチャ、システムデザイン、システムソフトウェア、API、ゲームエンジン、周辺装置などの開発も担っている。NVIDIAはNintendo SwitchのSoCについて「カスタマイズされたTegraプロセッサー」と明言しており、「GeForceゲーミング・グラフィックカードと同じアーキテクチャーのNVIDIA GPUが含まれている」としている。
任天堂のゲーム機はこれまでニンテンドーゲームキューブ、Wii、Wii Uと、IBM PowerPC CPUおよびAMD 製GPUが採用されてきた据置型ゲーム機の系譜と、ゲームボーイアドバンス、ニンテンドーDS、ニンテンドー3DSというARMアーキテクチャを採用してきた携帯型ゲーム機の系譜があったが、TegraはARM系であり、携帯型ゲーム機の流れがメインストリームとなるかたちとなった。任天堂の据置型ゲーム機として考えた場合に、初のARMアーキテクチャの採用であり、業界内でも3DO以来久々に登場したARMアーキテクチャの据置型ゲーム機となった。
Nintendo Switch本体にJoy-Con、Nintendo Switchドックを接続・分離することで、プレイシーンにあわせた3つのプレイモード（後述）に切り替えることができる。
Wii U専用のコントローラーであるWii U GamePadと比べてベゼルが狭くなり、ボタン類が本体上部に配置されたことで、シンプルでスッキリとしたデザインに仕上がっている。また、Joy-conやLite本体においては一部のボタンの押し心地が大幅に軽くなっている。

#### 本体の機能
静電容量方式タッチスクリーン（投影型）
タッチ操作やスワイプができる。
明るさセンサー
空間の明暗の状況に応じて画面の明るさの自動調節が可能。
Bluetooth
2021年9月15日配信のアップデートにより対応。Bluetooth機能搭載のヘッドホンやスピーカーなどと接続した上で利用できる。但し、本機能を利用している間は接続できる無線コントローラーが2個までに制限されるほか、ローカル通信との併用は出来ない。
言語設定
Nintendo SwitchおよびNintendo Switch（有機ELモデル）およびNintendo Switch Liteでは、本体の表示言語を英語・フランス語・ドイツ語・スペイン語・イタリア語・オランダ語・ポルトガル語・ロシア語・日本語・中国語（繁体）・中国語（簡体）・韓国語に変更することができる。

#### 通信機能
ローカル通信
Nintendo Switchを持ち寄れば最大8台までローカル通信で対戦や協力などのマルチプレイが可能。
インターネット通信
Nintendo Switch Onlineに加入すればインターネット対戦や協力プレイが可能。さらにスマートフォンで友だちと待ち合わせやボイスチャットなどのサービスの利用も可能となる。

### Joy-Con

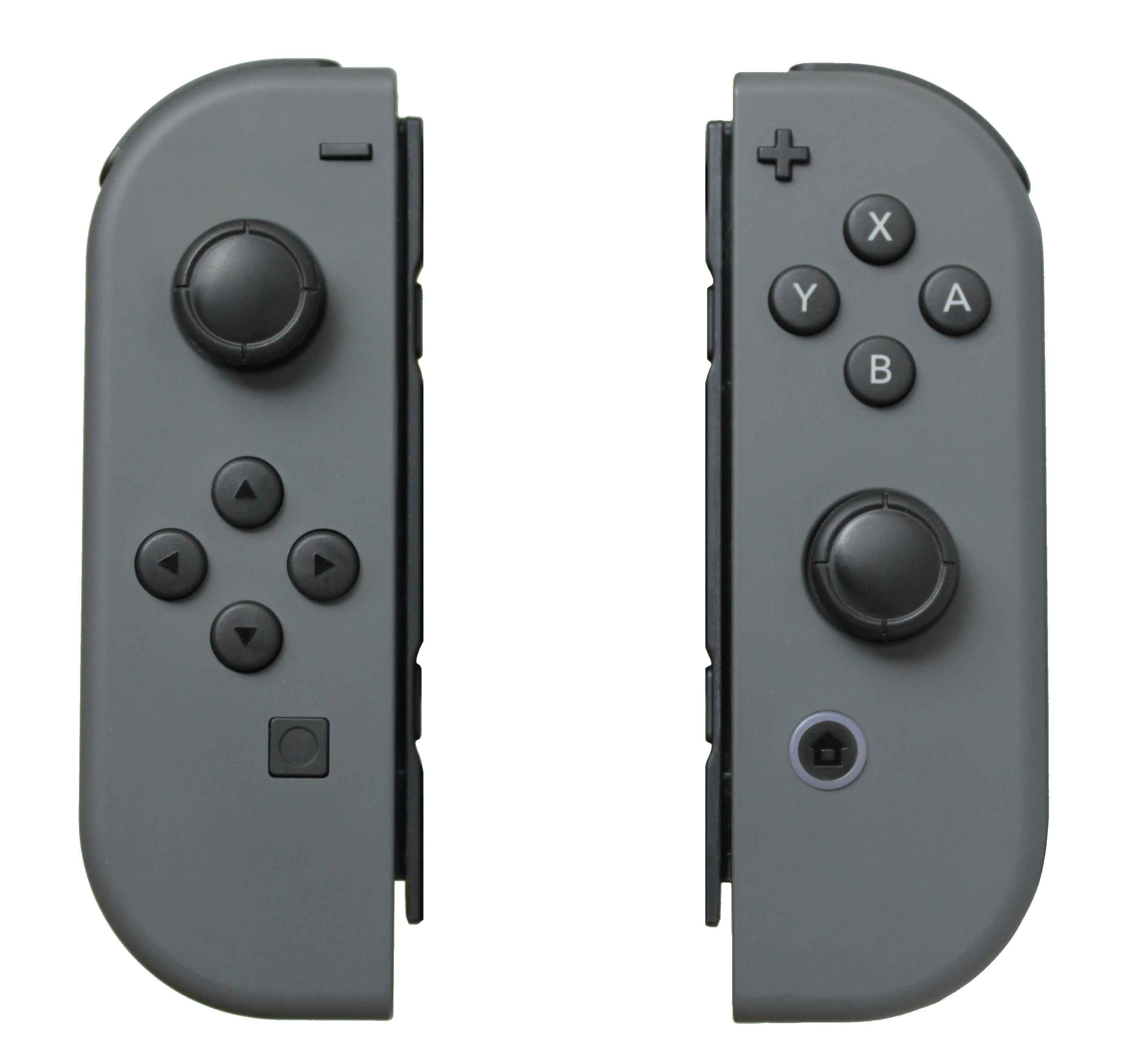
Joy-Con グレー
上部には-ボタン（L）と+ボタン（R）がある

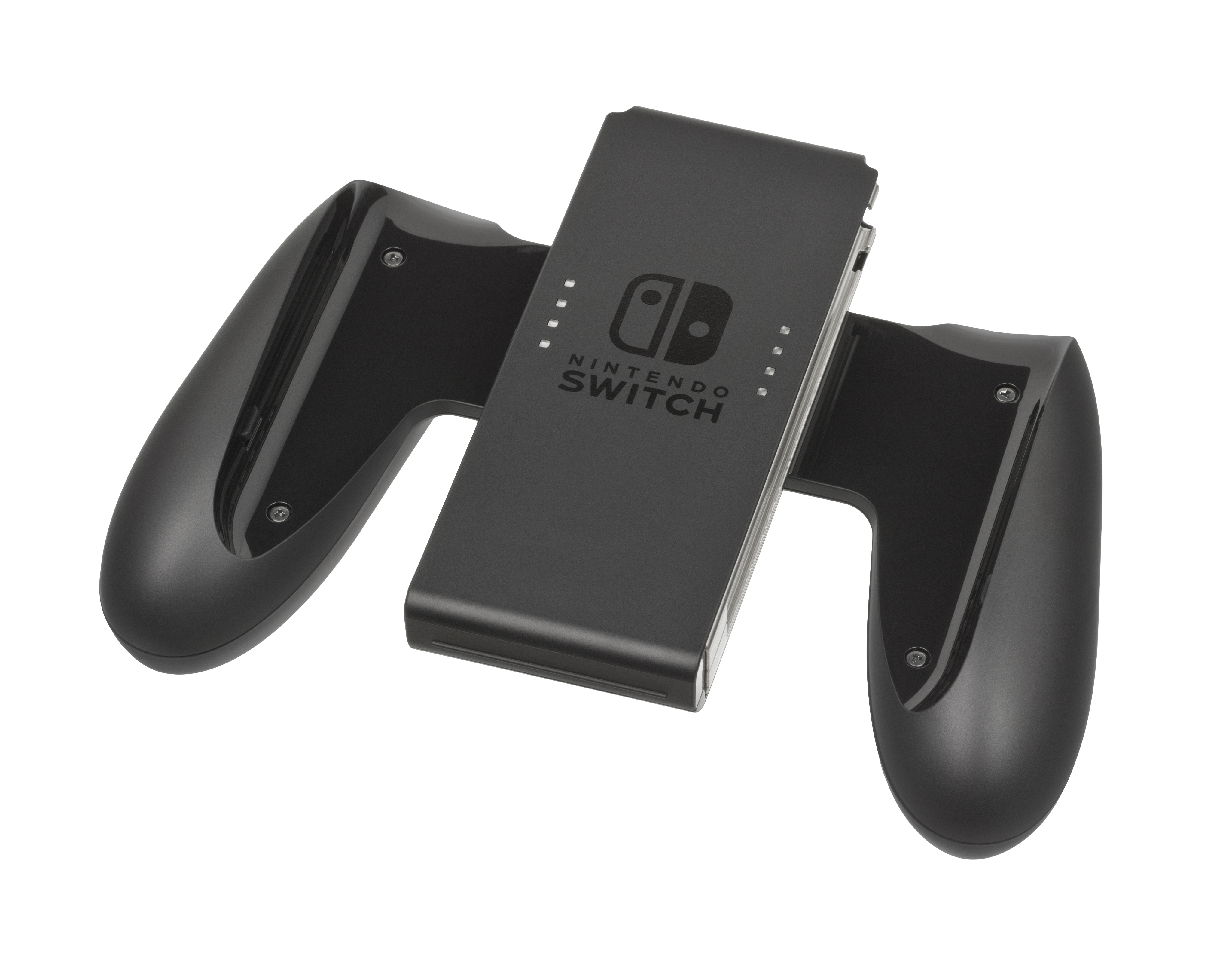
Joy-Conグリップ

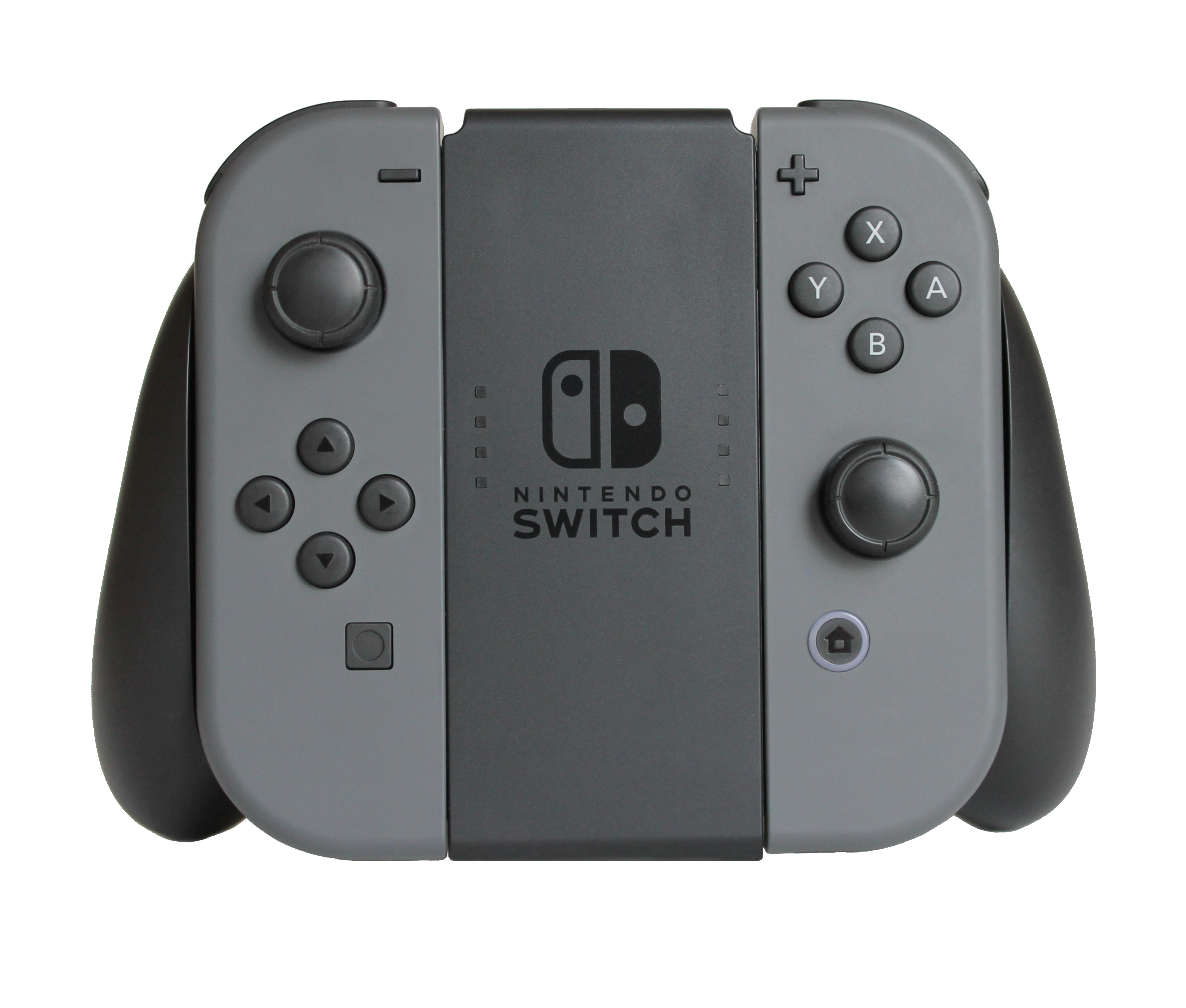
Joy-Con（L）および（R）をグリップに装着した状態

Joy-Conには「Joy-Con（L）」と「Joy-Con（R）」の2つがあり、Nintendo Switch本体に接続・分離することで、プレイシーンにあわせた3つのプレイモードに切り替えることができる。2つのJoy-Conをそれぞれ単体のコントローラーとして使ったり、Joy-Conグリップの左右にJoy-Conを接続し1つのコントローラーとしての利用、Joy-Con充電グリップに取り付けての利用、さらには本体にJoy-Conを付けることで携帯型ゲーム機としての利用も可能。LR両方のJoy-Conを使用した体感ゲームコントローラーとして利用することもできる。なお、Switch Lite以外では初回起動時にのみ両方のJoy-Conが必須となる。
Joy-ConをWiiリモコンのように扱う場合はJoy-Conストラップの使用が推奨されるが、ストラップを逆向きに付けて外せなくなった場合は、スライドロックを外し、特定の方向に力を掛けて物理的に外す必要がある。
細かい仕様は#仕様を参照。
HD振動
一般的にはハプティクス技術や触覚技術と呼ばれており、今までの振動機能とは違い「触感」を得ることができる。例として、Joy-Conをグラスに見立てた場合、グラスの中でカランカランとぶつかっている氷の音や数まで表現され、まるで本当にグラスを手に持っているかのように現実的な触感が得られる。Nintendo Switchではリニア共振アクチュエータ（LRA）方式が採用されている。
モーションIRカメラ
Joy-Con（R）に搭載されたモーションIRカメラは、カメラの捉えた物がどんな形をしているか、どんな動きをしているか、どのぐらいの距離かを読み取ることができる。例として、ジャンケンのグー、チョキ、パーといった手の動きを読み取ることができる。
NFC
NFCを搭載しており「amiibo」に対応するゲームも登場する。Joy-Con（R）のRスティックにamiiboを接触させて読み取らせる。NFC制御用のOSにイーソル株式会社が開発したμITRON4.0仕様準拠リアルタイムOSが採用されている。
キャプチャーボタン
対応ソフトでJoy-Con（L）のキャプチャーボタンを押すと、プレイ中のゲーム画面を撮影することができ、バージョン：4.0.0以降のNintendo Switch本体では長押しすることで最大30秒の動画を保存することが可能。なお、ソフトによっては撮影が一部禁止されている場面がある。
加速度センサー・ジャイロセンサー
Joy-Conの傾きや、移動の動きを検知し、Switch本体に情報を送る。Joy-Conの動きを利用したゲームを遊ぶことが可能。

### Nintendo Switchドック

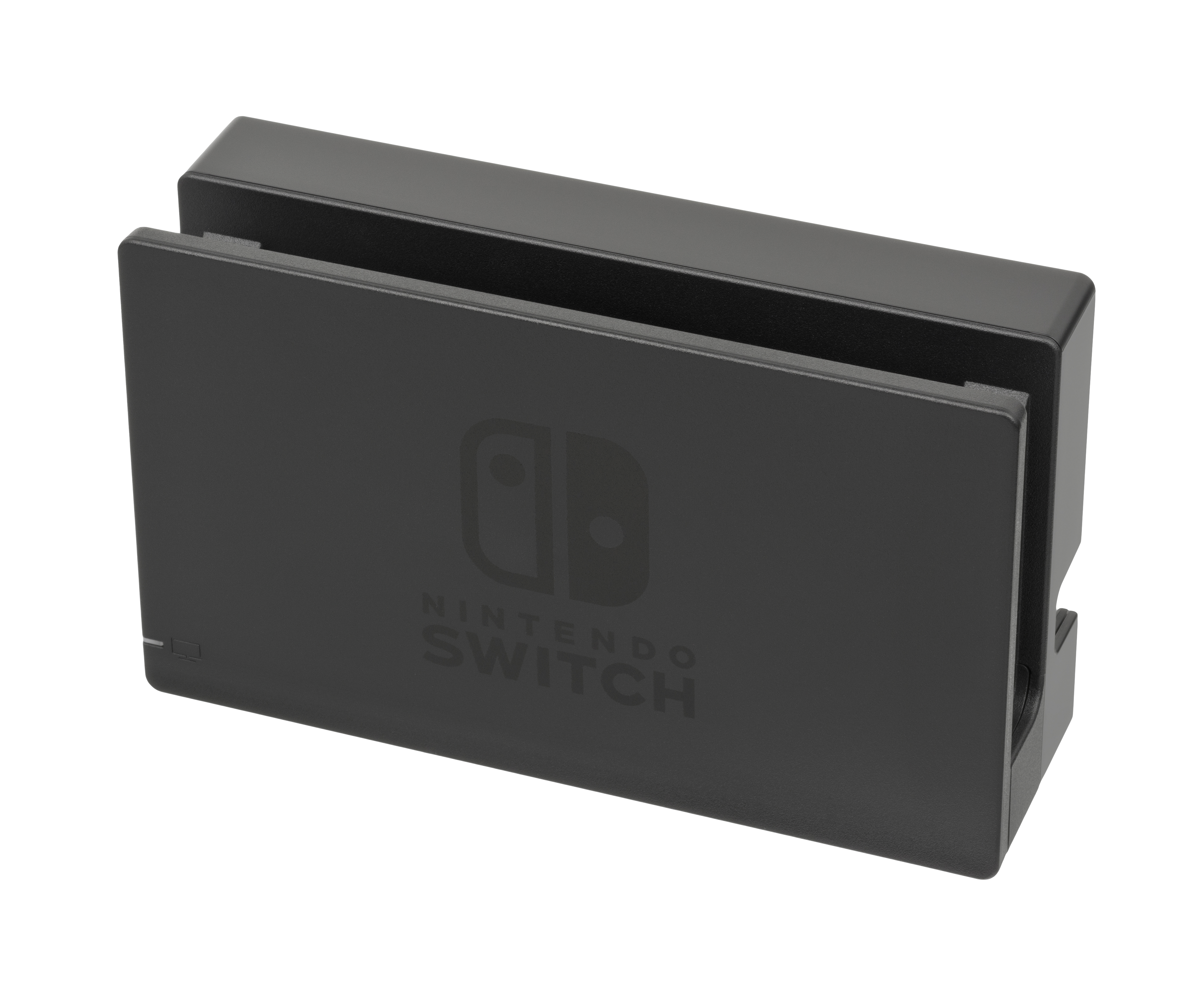
Nintendo Switchドック

HDMIで接続しテレビへの映像出力、本体の充電、電源の供給が主な機能となっている。仕様は2020年代に本格的に普及し始めたUSB-Cハブとほぼ同じであるため、仕様上は据え付けることが可能なことから、有機ELモデルでLAN端子も増設された。Nintendo SwitchドックにはUSB端子が3つ（側面×2、背面×1）付いており、Nintendo Switch ProコントローラーやJoy-Con充電グリップなどの周辺機器を接続できる。Nintendo Switch本体とドックを接続・分離することで、プレイシーンにあわせた3つのプレイモードにシームレスに切り替えることができる。接続はUSB Type-Cだが、端子保護のための工夫がされている。

### Nintendo Switch Proコントローラー

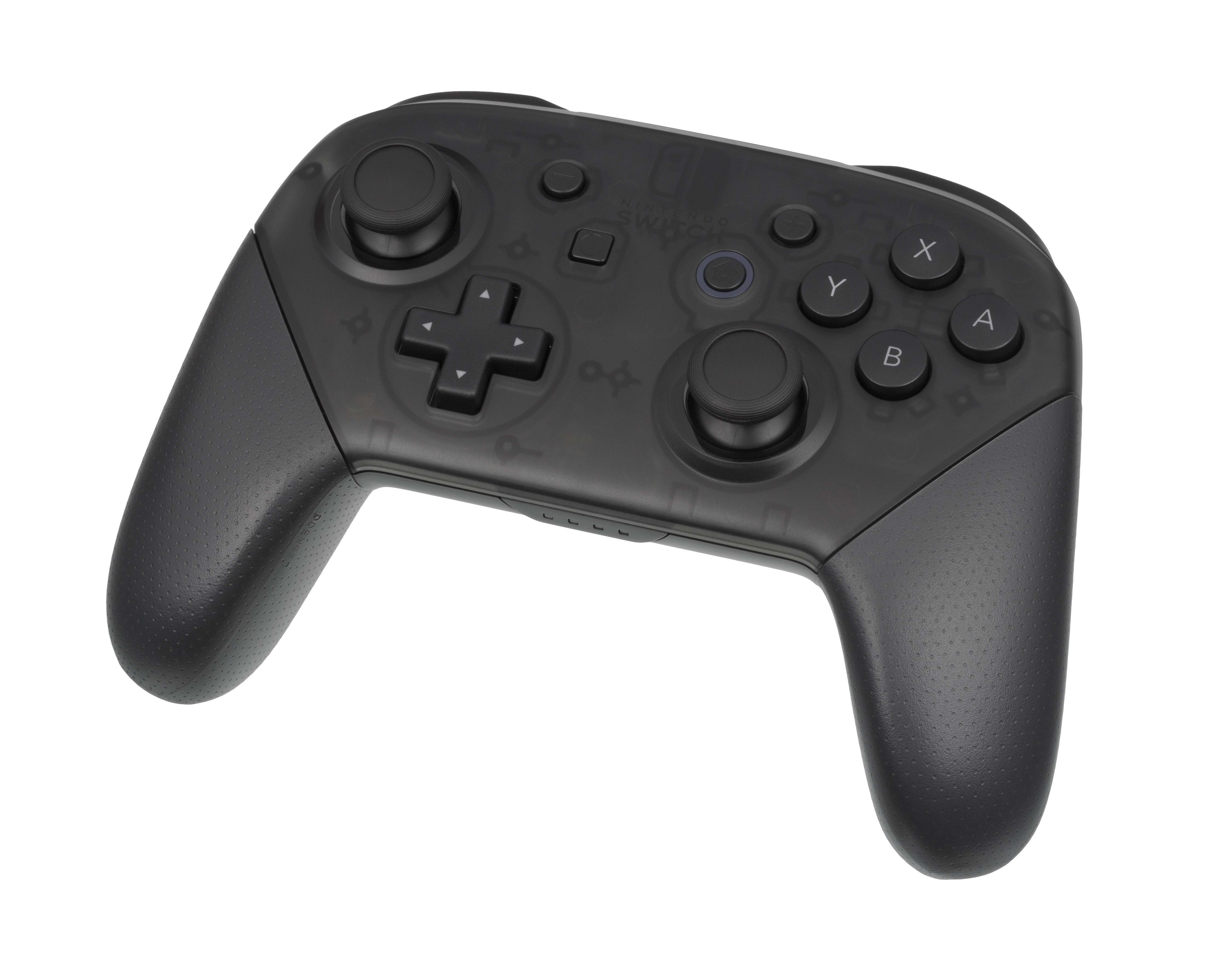
Nintendo Switch Proコントローラー

Nintendo Switch本体とは別売のコアゲーマー向けのグリップ形状のワイヤレスコントローラー。HD振動に対応するなどJoy-Conと同等の機能を持つが、方向ボタンが十字ボタンになっているほか、モーションIRカメラは搭載されていない。Wii U用Proコントローラーとの互換性はないが、iPhoneなどのスマートフォンと無線接続できる。
また、公式には発表されていないが、Nintendo Switch Proコントローラーの右のスティックの奥の基板に隠されたメッセージが刻まれている。バージョン：3.0.0よりUSBケーブルでの有線接続が可能になった。しかし、XInputにネイティブで対応しているわけではなく、Steamで使用する場合は一部設定項目をオンにする必要がある。有線接続時はNFCが使用できなくなる。

### プレイモード
Nintendo Switchは据置型ゲーム機・携帯型ゲーム機としてプレイシーンにあわせて3つのプレイモードが可能なため、ゲームの遊び方も自分のスタイルに合ったプレイができる。また、ゲーム中であっても、電源を切ることなくスムーズに移行できる。
携帯モードを除き、Joy-ConやPROコントローラーなどを複数使用することで、本体1台でもローカル対戦では最大8人まで多人数プレイ可能。ただし、無線通信の関係上Joy-ConはL、Rを問わず1つとして計算される（Joy-Conグリップにセットした場合は2人分として計算され、最大7人となる）。Joy-Conのセンサーを使用した1人2個使用のタイトルは最大4人となる。
TVモード
Nintendo Switchドックをテレビにつなぎ、本体をセットすれば、テレビの大画面で据置型ゲーム機としてゲームがプレイできるモード。
電源の供給や通信処理がSwitchドックに、映像処理がテレビモニター出力になるため本体の処理能力が向上し、解像度も向上する。
Switchドックに本体を接続している関係上、本体のタッチスクリーンは利用できない。
テーブルモード
本体のスタンドを立てて設置し、テレビのない場所でも本体の画面をシェアして、二人以上の対戦や協力プレイができるモード。
TVモードと携帯モードの中間とも言え、携帯モードの構成から取り外したJoy-Conをおすそわけしてそのまま二人で遊ぶことが可能。
周辺機器のNintendo Switch充電スタンドを利用することで、テーブルモードでも充電しながら遊ぶこともできる。
携帯モード
本体の左右にJoy-Conを物理接続すれば、移動中や外出先など場所を選ばずに、TVモードと遜色ない操作性の携帯型ゲーム機としてゲームがプレイできるモード。
他のSwitch本体を持ち寄れば、8台までのローカル対戦も可能。

### オンラインサービス

#### Nintendo Switch Online
Nintendo Switch Onlineは、Nintendo Switchで利用できる有料オンラインサービスである。2018年9月19日の日本時間の午前9時から正式にサービス開始（サービスの正式開始までは全てのユーザーに無料で提供）。料金プランは1アカウントで利用する個人プランと最大8アカウントまで利用できるファミリープランがある。利用すると複数のサービスが受けられる。オンラインサービスに未加入であってもニンテンドーeショップを利用する等のオンライン利用については無料。また、フォートナイトなどNintendo Switch Onlineのロゴの表示がない作品はサービスの加入状況に関係なくオンラインプレイが可能。
インターネット対戦・協力プレイ
一部ゲームソフトに搭載されているインターネット対戦・協力プレイモードが利用できる。
Nintendo Classics
ファミリーコンピュータやスーパーファミコンのゲームが収録されたNintendo Classicsが利用できる。
セーブデータお預かり
本体内のセーブデータをインターネット経由で預けることができるサービス（一部ソフトを除く）。
加入者限定特典
ファミリーコンピュータなどのコントローラーがマイニンテンドーストアで購入可能。
Nintendo Switchソフトの『TETRIS 99』や『パックマン99』が追加料金なしでプレイ可能。
2本でお得 ニンテンドーカタログチケットが9,980円で購入可能。任天堂が販売するものを中心とした対象のゲームソフト2本と引き換えができる。

#### Nintendo Switch App
Nintendo SwitchとNintendo Switch 2のオンラインプレイ時の連携機能などが利用できるアプリ。2017年7月19日配信開始、サービスは21日から開始された。配信当初のアプリ名は「Nintendo Switch Online」だったが、2025年5月29日にSwitch 2に対応する際のリニューアルで現在のアプリ名に変更された。
オンラインプレイのフレンドの状況を確認する機能や、ボイスチャット（Switch 2では本体機能のゲームチャットとして利用できる非対応）、一部のソフトではNintendo Switch Onlineに加入してゲームと連携したサービスが利用できる他、Switch 2に保存した画面写真・動画の転送やSNSへのシェアに対応している。

#### Nintendo みまもり Switch
「Nintendo みまもり Switch」は、ペアレント・コントロール用のスマートフォンアプリで、18歳以上のニンテンドーアカウントがあれば利用できる。
プレイ時間をみまもる機能
子どもと約束したゲームの時間をセットしておけば、ゲームに夢中になって約束の時間を過ぎてしまっても、アラームで子どもに知らせる機能。保護者は子どもが約束を守ってプレイしているか確認することができ、「ソフトを中断する」をONにすれば、約束の時間になると自動でゲームプレイを止めることもできる。
プレイ状況をみまもる機能
プレイしたゲームタイトルとプレイ時間を知らせる機能。日々の状況だけでなく、月に1回、その月のプレイ状況をまとめた記録がプッシュ通知で届くレポート機能もある。
機能制限
CEROの対象年齢を守らせたり、Nintendo Switchで撮影したゲーム画面のSNS投稿や友だち以外の人とのコミュニケーションを制限する機能。

### HOMEメニュー
Nintendo Switchの中心となる画面で、ソフトウェアや各種機能を起動するためのメインメニュー。Joy-Con（R）のHOMEボタンを押すことで呼び出すことができ、フレンドやアカウントの管理をはじめ、各種設定の変更もできる。
ゲームニュース
ゲームに関する最新情報などを、インターネット経由でNintendo Switch本体で受信し閲覧する機能。『チャンネルを見つける』で見たいゲームニュースのチャンネルを登録すると、そのゲームソフトに関するニュースが届くようになる。
ニンテンドーeショップ
ソフトなどのダウンロード購入のほか、TVCMや紹介映像など、ソフトの情報を閲覧する機能。Nintendo Switchのニンテンドーeショップにアクセスするにはアップデートが必要となるが、バックグラウンドでダウンロードされ素早くインストールされるようになっており、ゲームを中断する必要がない。
アルバム
撮影したゲーム画面などを閲覧したり、編集して、SNSに投稿したり、スマートフォンなどに転送ができる機能。Facebookへの投稿も可能で、本体には画面写真は1000枚、動画は100本まで保存することができる。なお、君島達己は発売時点でのインターネットブラウザの搭載はないと明言しており、ニンテンドーアカウントとの連携、ニンテンドーeショップ、画面写真のSNS投稿等の機能専用の内部ブラウザはACCESSの「NetFront Browser NX」が使用されている。

### まるごと転送
Nintendo Switchに保存しているユーザー情報やセーブデータなどをオンライン認証を経由したうえでNintendo Switch 2にまとめて転送することができる。本体同士のローカル通信による方法と、専用サーバーにデータを送り、後からSwitch 2でデータを引き出す方法が用意されている。

## 仕様

### Nintendo Switch本体
| SoC              | - 公式には「NVIDIA Tegraのカスタマイズ版搭載」としているのみで詳細は非公表。以下はチップ解剖から推定されている内容である。 - NVIDIA Tegra X1（カスタマイズ版、20nmプロセス（HACモデル）、16nmプロセス（HADモデル）） - CPU：ARM Cortex-A57 4コア+ARM Cortex-A53 4コア、big.LITTLE構成、動作周波数 1.02GHz - GPU：第2世代MaxwellアーキテクチャのCUDAコア、動作周波数 307.2-768MHz - TVモードとテーブルモード / 携帯モードでクロック周波数が変動する仕組み。 |
| メモリ           | - 公式には非公表（仕様表に掲載されていない）。 - HACモデルは、iFixitの分解解析により、4GBのLPDDR4を搭載していることが判明している。 - HADモデルは、Nintendo Switch Liteと同様に4GBのLPDDR4Xを搭載している。 - 動作周波数 1,600MHz |
| ディスプレイ     | - 静電容量方式タッチスクリーン 6.2インチLCD / 1280×720ピクセル（720p、237ppi） - システムフォントにはモリサワのユニバーサルデザインフォントとUD新ゴが使われている。 |
| 標準コントローラ | - Joy-Con |
| 他のコントローラ | - Nintendo Switch Proコントローラー（別売） - 市販の純正・非純製ライセンスコントローラー - USB周辺機器（対応作品のみ） |
| メディア         | - ゲームカード(一枚あたり最大32GBまで) - ダウンロードソフト |
| 映像出力         | - TVモード - 出力解像度：最大 1920×1080ピクセル 60Hz(ただし、ゲームによっては30Hz固定) - HDMI 1.4b出力 - テーブルモード・携帯モード - 最大 1280×720ピクセル |
| 音声出力         | - HDMIからのリニアPCM 5.1ch出力対応 - TVモード時は、HDMI 1.4b出力 |
| ストレージ       | - 32GB eMMC NAND型フラッシュメモリ - データを保存できる容量はシステム領域を除いた容量。OSのデータは約7.3GB以下で、Wii Uよりやや上である(2024年現在)。 - セーブデータはこの内蔵ストレージのみ保存可能。 - microSDメモリーカード・microSDHCメモリーカード・microSDXCメモリーカード（microSDXCメモリーカードは最大2 TBまで認識可能、microSDUC 4TB以降はSwitch 2の発表後に正式に非対応であることが発表された）。                                               |
| 本体サイズ       | - 縦：約102mm - 横：約239mm - 厚さ：約13.9mm - Joy-Con取り付け時、最大の厚さは28.4mm - 質量：約297g - Joy-Con取り付け時、最大の重さは398g |
| 通信機能         | - 無線LAN - 規格：IEEE 802.11 a/b/g/n/ac準拠 - IPv6に非対応(Switch 2以降に対応) - Bluetooth - バージョン：4.1 - 市販のUSB有線LANアダプターを使用して有線LANでのインターネット接続が可能(USB 2.0速度が上限)。 |
| 内蔵バッテリー   | - リチウムイオンバッテリー 電池容量 4310mAh - バッテリー持続時間 約2.5‐6.5時間（HACモデル）、約4.5‐9時間（HADモデル）。 - 取り外しは出来ないため、交換が必要な場合は、任天堂サービスセンター（オンライン修理受付）で有償にて交換。 - ゲームによって持続時間は変わる。 - 例えばゼルダの伝説 ブレス オブ ザ ワイルドは約3時間（HACモデル）、約5.5時間（HADモデル）。 - 充電時間 約3時間 - 本体をスリープして充電したときの時間。                             |
| その他仕様       | - USB Type-C端子 - Nintendo Switchドックへの接続やNintendo Switch本体の充電に使用。 - Type-A端子への変換（ハブなど）で、キーボードなど一部のUSB機器に対応。 - 非公表でAltmode、USB-PD規格を採用。 - ヘッドホンマイク端子 - 3.5mm4極ステレオミニプラグ（CTIA規格）に対応。 - センサー - 加速度センサー・ジャイロセンサー・明るさセンサー |
| 動作環境         | - 温度：5〜35℃ 湿度：20〜80% |

### Nintendo Switchドック
| サイズ   | - 縦：約104mm - 横：約173mm - 厚さ：約54mm - 質量：327g                     |
| 接続端子 | - USB端子A2.0×3（側面×2、背面×1） - ACアダプター接続端子(USB-PD) - HDMI端子 |

### Joy-Con
|                           | Joy-Con（L） | Joy-Con（R） |
| ------------------------- | --- | --- |
| サイズ                    | - 縦：約102mm - 横：約35.9mm - 厚さ：約28.4mm                                                                                             | - 縦：約102mm - 横：約35.9mm - 厚さ：約28.4mm                                                                               |
| 質量                      | - 質量：約49g | - 質量：約52.1g |
| ボタン                    | - Lスティック / Lスティックボタン - 上 / 下 / 左 / 右 / L / ZL / SL / SR / -ボタン - キャプチャーボタン - 取り外しボタン - シンクロボタン | - Rスティック/Rスティックボタン - A / B / X / Y / R / ZR / SL / SR / +ボタン - HOMEボタン - 取り外しボタン - シンクロボタン |
| 通信機能                  | - Bluetooth 3.0 | - Bluetooth 3.0/NFC（近距離無線通信）                                                                                       |
| センサー                  | - 加速度センサー - ジャイロセンサー | - 加速度センサー - ジャイロセンサー - モーションIRカメラ                                                                    |
| 振動機能                  | - HD振動（さまざな振動表現が可能） | - HD振動（さまざな振動表現が可能）                                                                                          |
| 内蔵バッテリー            | - リチウムイオンバッテリー/電池容量 525mAh                                                                                                | - リチウムイオンバッテリー/電池容量 525mAh                                                                                  |
| バッテリー持続時間        | - 約20時間 - 使用状況によって短くなる場合もある。                                                                                         | - 約20時間 - 使用状況によって短くなる場合もある。                                                                           |
| 充電時間                  | - 約3.5時間 - 本体やJoy-Con充電グリップ、Joy-Con拡張バッテリーに取り付けて充電。                                                          | - 約3.5時間 - 本体やJoy-Con充電グリップ、Joy-Con拡張バッテリーに取り付けて充電。                                            |
| Joy-Conストラップのサイズ | - 縦：約101mm - 横：約14.6mm - 厚さ：約13.9mm - 質量：約18.7g                                                                             | - 縦：約101mm - 横：約14.6mm - 厚さ：約13.9mm - 質量：約18.7g                                                               |
| Joy-Conグリップのサイズ   | - 縦：約101mm - 横：約14.4mm - 厚さ：約40.1mm - 質量：約97g                                                                               | - 縦：約101mm - 横：約14.4mm - 厚さ：約40.1mm - 質量：約97g                                                                 |

## ソフトウェア

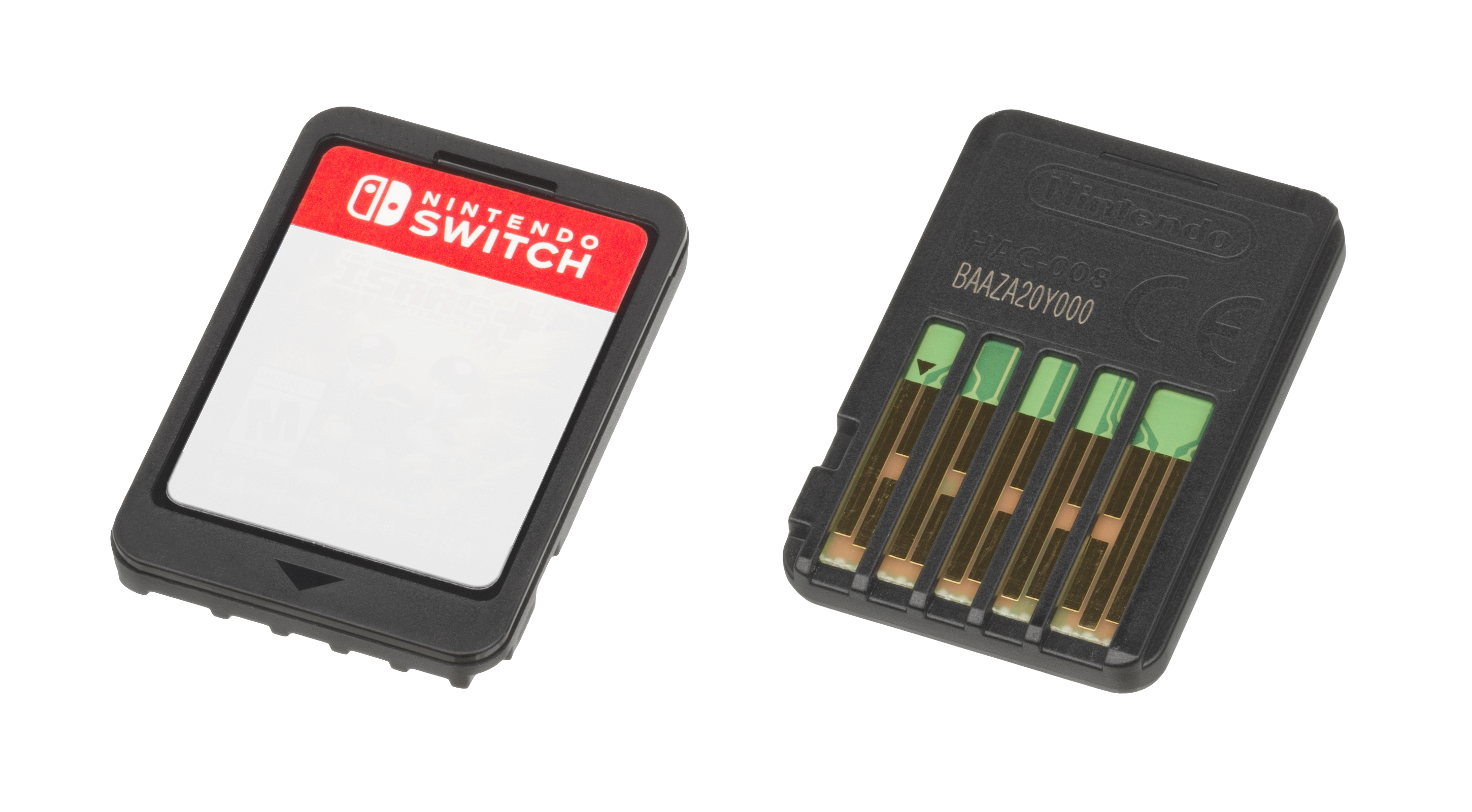
ゲームカード

ソフトウェアについては、既存のニンテンドー3DSやWii Uとの互換性はない。Nintendo Switchのパッケージソフトの形態は「ゲームカード」と呼ばれるカートリッジを採用している。なお、任天堂の携帯型ゲーム機では初となるユーザーセーブデータのオンライン保存機能（有料）の実装が行われたが、セーブデータはカートリッジではなく、Nintendo Switch本体に保存される。セーブデータの本体からの直接バックアップは不可能。なお後継機であるNintendo Switch 2にはNintendo Switchとの後方互換性がある。
2025年3月末に放送されたNintendo Directにて、Nintendo Switchと後継機のNintendo Switch 2のダウンロード版で購入したソフトを管理する新たな機能としてバーチャルゲームカードに対応することを発表した。バーチャルゲームカードは2台所有する本体でそれぞれ使用するソフトをセットしたり、ニンテンドーアカウントのファミリーに1本のソフトを最大2週間を貸し出すことができる。この機能は4月30日に配信された本体更新で実装された。

### 一覧
- Nintendo Switchのゲームタイトル一覧 - 日本で発売されたタイトルのリスト（発売日順）
  - Nintendo Switchのゲームタイトル一覧 (2017年)
  - Nintendo Switchのゲームタイトル一覧 (2018年)
  - Nintendo Switchのゲームタイトル一覧 (2019年)
  - Nintendo Switchのゲームタイトル一覧 (2020年)
  - Nintendo Switchのゲームタイトル一覧 (2021年)
  - Nintendo Switchのゲームタイトル一覧 (2022年)
  - Nintendo Switchのゲームタイトル一覧 (2023年)
  - Nintendo Switchのゲームタイトル一覧 (2024年)
- Category:Nintendo Switch用ソフト - ウィキペディア日本語版に記事が存在するタイトルのリスト（五十音順）

### 本体同時発売タイトル
日本でNintendo Switchと同時発売されたソフト。ソフトジャケットは側面が赤色で統一されているが、安全上の警告・説明文をジャケット内にほとんど記載していない。

#### パッケージソフト
- 1-2-Switch（任天堂）
- いけにえと雪のセツナ（スクウェア・エニックス）
- スーパーボンバーマン R（コナミデジタルエンタテインメント）
- ゼルダの伝説 ブレス オブ ザ ワイルド（任天堂）
- ドラゴンクエストヒーローズI・II for Nintendo Switch（スクウェア・エニックス）
- 信長の野望・創造 with パワーアップキット（コーエーテクモゲームス）
- ぷよぷよテトリス S（セガゲームス）
- 魔界戦記ディスガイア5（日本一ソフトウェア）

#### ダウンロード専用ソフト
- VOEZ（フライハイワークス）
- いっしょにチョキッと スニッパーズ（任天堂）
- オセロ（アークシステムワークス）
- ザ・キング・オブ・ファイターズ '98 （ハムスター）
- ショックトルーパーズ（ハムスター）
- 新大開拓時代 〜街をつくろう〜（英語版）（アークシステムワークス）
- 空飛ぶブンブンバーン（英語版）（ポイソフト）
- そるだむ 開花宣言（シティコネクション）
- ブラスターマスター ゼロ（インティ・クリエイツ）
- メタルスラッグ3（ハムスター）
- わくわく7（ハムスター）
- ワールドヒーローズパーフェクト（ハムスター）

### 日本で50万本以上を販売したソフト
特記がないものは任天堂（ポケモン含む）からの発売。

#### 1100万本超
- あつまれ どうぶつの森

#### 800万本超
- マリオカート8 デラックス
- ポケットモンスター スカーレット・バイオレット（2バージョンの合計）
- 大乱闘スマッシュブラザーズ SPECIAL

#### 700万本超
- スプラトゥーン3

#### 500万本超
- スプラトゥーン2
- ポケットモンスター ソード・シールド（2バージョンの合計）

#### 400万本超
- リングフィット アドベンチャー
- 桃太郎電鉄 〜昭和 平成 令和も定番!〜 (コナミデジタルエンタテインメント)

#### 300万本超
- ゼルダの伝説 ブレス オブ ザ ワイルド
- スーパーマリオ オデッセイ
- スーパー マリオパーティ
- ポケットモンスター ブリリアントダイヤモンド・シャイニングパール（2バージョンの合計）
- Pokémon LEGENDS アルセウス
- Minecraft（日本マイクロソフト）
- ゼルダの伝説 ティアーズ オブ ザ キングダム

#### 200万本超
- ポケットモンスター Let's Go! ピカチュウ・Let's Go! イーブイ（2バージョンの合計）
- モンスターハンターライズ（カプコン）
- マリオパーティ スーパースターズ
- Nintendo Switch Sports
- スーパーマリオブラザーズ ワンダー
- 世界のアソビ大全51

#### 100万本超
- 星のカービィ スターアライズ
- New スーパーマリオブラザーズ U デラックス
- スーパーマリオメーカー2
- ルイージマンション3
- スーパーマリオ 3Dワールド + フューリーワールド
- 星のカービィ ディスカバリー
- ピクミン4
- 桃太郎電鉄ワールド 〜地球は希望でまわってる!〜（コナミデジタルエンタテインメント）
- スーパー マリオパーティ ジャンボリー
- ドラゴンクエストIII HD-2D（スクウェア・エニックス）[113]

#### 50万本超
- ARMS
- マリオテニス エース
- 太鼓の達人 Nintendo Switchば〜じょん!（バンダイナムコエンターテインメント）
- 釣りスピリッツ Nintendo Switchバージョン（バンダイナムコエンターテインメント）
- ファイアーエムブレム 風花雪月
- ドラゴンクエストXI 過ぎ去りし時を求めて S（スクウェア・エニックス）
- スーパーマリオ 3Dコレクション
- ピクミン3 デラックス
- ゼルダ無双 厄災の黙示録（コーエーテクモゲームス）
- ゼノブレイド3
- 星のカービィ Wii デラックス
- ドラゴンクエストモンスターズ3 魔族の王子とエルフの旅（スクウェア・エニックス）
- スーパーマリオRPG
- ゼルダの伝説 知恵のかりもの

## 本体バリエーション
日本で販売されているNintendo Switch。

### 通常版

#### HACモデル
| 商品名                                        | セット内容 | 発売日        | 備考                                                                                     |
| --------------------------------------------- | --- | ------------- | ---------------------------------------------------------------------------------------- |
| Nintendo Switch（グレー）                     | - Nintendo Switch 本体 - Nintendo Switchドック - Joy-Con（L）（グレー） / Joy-Con（R）（グレー） - Joy-Conストラップ×2（ブラック） - Joy-Conグリップ - HDMIケーブル（1.5m） - Nintendo Switch ACアダプター - セーフティーガイド           | 2017年3月3日  |                                                                                          |
| Nintendo Switch（ネオンブルー・ネオンレッド） | - Nintendo Switch 本体 - Nintendo Switchドック - Joy-Con（L）（ネオンブルー）/Joy-Con（R）（ネオンレッド） - Joy-Conストラップ×2（ブラック） - Joy-Conグリップ - HDMIケーブル（1.5m） - Nintendo Switch ACアダプター - セーフティーガイド | 2017年3月3日  |                                                                                          |
| Nintendo Switch 2台目用セット                 | - Nintendo Switch 本体 - Joy-Con（L） / Joy-Con（R） - Joy-Conストラップ×2 - セーフティーガイド | 2018年5月23日 | マイニンテンドーストアのみ販売。Joy-ConおよびJoy-Conストラップのカラーは注文時に選べる。 |

#### HADモデル
| 商品名                                        | セット内容 | 発売日        | 備考                                                                                     |
| --------------------------------------------- | --- | ------------- | ---------------------------------------------------------------------------------------- |
| Nintendo Switch（グレー）                     | - Nintendo Switch 本体 - Nintendo Switchドック - Joy-Con（L）（グレー） / Joy-Con（R）（グレー） - Joy-Conストラップ×2（ブラック） - Joy-Conグリップ - HDMIケーブル（1.5m） - Nintendo Switch ACアダプター - セーフティーガイド           | 2019年8月30日 | 2022年末より、箱の大きさを以前と比べて18%縮小したものに変更。内容物は変更されていない。  |
| Nintendo Switch（ネオンブルー・ネオンレッド） | - Nintendo Switch 本体 - Nintendo Switchドック - Joy-Con（L）（ネオンブルー）/Joy-Con（R）（ネオンレッド） - Joy-Conストラップ×2（ブラック） - Joy-Conグリップ - HDMIケーブル（1.5m） - Nintendo Switch ACアダプター - セーフティーガイド | 2019年8月30日 | 同上                                                                                     |
| Nintendo Switch 2台目用セット                 | - Nintendo Switch 本体 - Joy-Con（L） / Joy-Con（R） - Joy-Conストラップ×2 - セーフティーガイド |               | マイニンテンドーストアのみ販売。Joy-ConおよびJoy-Conストラップのカラーは注文時に選べる。 |

### 限定版

#### HACモデル
| 商品名                                                                            | セット内容 | 発売日         | 備考                                                                       |
| --------------------------------------------------------------------------------- | --- | -------------- | -------------------------------------------------------------------------- |
| Nintendo Switch スプラトゥーン2セット                                             | - Nintendo Switch 本体 - Nintendo Switchドック - Joy-Con（L）（ネオングリーン） / Joy-Con（R）（ネオンピンク） - Joy-Conストラップ×2（ブラック） - Joy-Conグリップ - HDMIケーブル（1.5m） - Nintendo Switch ACアダプター - セーフティーガイド - オリジナルステッカー - スプラトゥーン2（パッケージ版） | 2017年7月21日  |                                                                            |
| モンスターハンターダブルクロス Nintendo Switch Ver. スペシャルパック              | - Nintendo Switch 本体（特別デザイン） - Nintendo Switchドック（特別デザイン） - Joy-Con（L）（グレー） / Joy-Con（R）（グレー） - Joy-Conストラップ×2（ブラック） - Joy-Conグリップ - HDMIケーブル（1.5m） - Nintendo Switch ACアダプター - セーフティーガイド - モンスターハンターダブルクロス Nintendo Switch Ver.（パッケージ版）                                                                                                  | 2017年8月25日  | 生産終了                                                                   |
| Nintendo Switch スーパーマリオ オデッセイセット                                   | - Nintendo Switch 本体 - Nintendo Switchドック - Joy-Con（L）（レッド） / Joy-Con（R）（レッド） - Joy-Conストラップ×2（ブラック） - Joy-Conグリップ - HDMIケーブル（1.5m） - Nintendo Switch ACアダプター - キャリングケース（スーパーマリオ オデッセイ エディション） - セーフティーガイド - オリジナルステッカー - スーパーマリオ オデッセイ（パッケージ版）                                                                        | 2017年10月27日 |                                                                            |
| Nintendo Switch スーパー マリオパーティセット                                     | - Nintendo Switch 本体 - Nintendo Switchドック - Joy-Con（L）（カラーは選べる） / Joy-Con（R）（カラーは選べる） - Joy-Conストラップ×2（ブラック） - Joy-Conグリップ - HDMIケーブル（1.5m） - Nintendo Switch ACアダプター - キャリングケース（カラーは選べる） - セーフティーガイド - スーパー マリオパーティ（パッケージ版またはダウンロード版）                                                                                     | 2018年10月5日  | マイニンテンドーストア限定 生産終了                                        |
| Nintendo Switch ポケットモンスター Let's Go! ピカチュウ・Let's Go! イーブイセット | - Nintendo Switch 本体（特別デザイン） - Nintendo Switchドック（特別デザイン） - Joy-Con（L）（特別デザイン） / Joy-Con（R）（特別デザイン） - Joy-Conストラップ×2（特別デザイン） - Joy-Conグリップ - HDMIケーブル（1.5m） - Nintendo Switch ACアダプター - セーフティーガイド - モンスターボール Plus - ポケットモンスター Let's Go! ピカチュウ（ダウンロード版）またはポケットモンスター Let's Go! イーブイ（ダウンロード版）       | 2018年11月16日 | マイニンテンドーストアにてJoy-Con一式とNintendo Switchドックの単品販売あり |
| Nintendo Switch 大乱闘スマッシュブラザーズ SPECIALセット                          | - Nintendo Switch 本体 - Nintendo Switchドック（特別デザイン） - Joy-Con（L）（特別デザイン） / Joy-Con（R）（特別デザイン） - Joy-Conストラップ×2（ブラック） - Joy-Conグリップ - HDMIケーブル（1.5m） - Nintendo Switch ACアダプター - セーフティーガイド - 大乱闘スマッシュブラザーズ SPECIAL（ダウンロード版） | 2018年11月16日 | マイニンテンドーストアにてJoy-Con一式とNintendo Switchドックの単品販売あり |
| Nintendo Switch + フォートナイト バトルロイヤルセット                             | - Nintendo Switch 本体 - Nintendo Switchドック - Joy-Con（L）（カラーは選べる） / Joy-Con（R）（カラーは選べる） - Joy-Conストラップ×2（ブラック） - Joy-Conグリップ - HDMIケーブル（1.5m） - Nintendo Switch ACアダプター - セーフティーガイド - フォートナイト バトルロイヤル（ダウンロード版） - 「フォートナイト - ダブルへリックスバンドル」（ゲーム内アイテムのセット）のダウンロードコード - 小冊子「はじめてのフォートナイト」 | 2018年11月22日 | マイニンテンドーストア限定 生産終了                                        |
| Nintendo Switch Minecraftセット                                                   | - Nintendo Switch 本体 - Nintendo Switchドック - Joy-Con（L）（グレー） / Joy-Con（R）（グレー） - Joy-Conストラップ×2（ブラック） - Joy-Conグリップ - HDMIケーブル（1.5m） - Nintendo Switch ACアダプター - セーフティーガイド - オリジナルステッカー - Minecraft（ダウンロード版） | 2018年11月30日 |                                                                            |

#### HADモデル
| 商品名                                                          | セット内容 | 発売日         | 備考                                                                         |
| --------------------------------------------------------------- | --- | -------------- | ---------------------------------------------------------------------------- |
| Nintendo Switch ドラゴンクエストXI Sロトエディション            | - Nintendo Switch 本体（特別デザイン） - Nintendo Switchドック（特別デザイン） - Joy-Con（L）（特別デザイン） / Joy-Con（R）（特別デザイン） - Joy-Conストラップ×2（ブラック） - Joy-Conグリップ - HDMIケーブル（1.5m） - Nintendo Switch ACアダプター - セーフティーガイド - ドラゴンクエストXI 過ぎ去りし時を求めてS（パッケージ版） | 2019年9月27日  |                                                                              |
| Nintendo Switch ディズニー ツムツム フェスティバルセット        | - Nintendo Switch 本体（特別デザイン） - Nintendo Switchドック（特別デザイン） - Joy-Con（L）（特別デザイン） / Joy-Con（R）（特別デザイン） - Joy-Conストラップ×2（ブラック） - Joy-Conグリップ - HDMIケーブル（1.5m） - Nintendo Switch ACアダプター - セーフティーガイド - ディズニー ツムツム フェスティバル（パッケージ版） | 2019年10月10日 |                                                                              |
| Nintendo Switch あつまれ どうぶつの森セット                     | - Nintendo Switch 本体（特別デザイン） - Nintendo Switchドック（特別デザイン） - Joy-Con（L）（特別デザイン） / Joy-Con（R）（特別デザイン） - Joy-Conストラップ×2（特別デザイン） - Joy-Conグリップ - HDMIケーブル（1.5m） - Nintendo Switch ACアダプター - セーフティーガイド - あつまれ どうぶつの森（ダウンロード版） | 2020年3月20日  | マイニンテンドーストアにてJoy-Con一式とNintendo Switchドックの単品販売あり   |
| Nintendo Switch フォートナイトSpecialセット                     | - Nintendo Switch 本体（特別デザイン） - Nintendo Switch ドック（特別デザイン） - Joy-Con（L）（特別デザイン） / Joy-Con（R）（特別デザイン） - Joy-Conストラップ×2（ブラック） - Joy-Conグリップ - HDMIケーブル（1.5m） - Nintendo Switch ACアダプター - セーフティガイド - フォートナイト バトルロイヤル（ダウンロード版） - コスチューム「ワイルドキャット」 - バックアクセサリー「スリークストライク」 - ゲーム内通貨「2000 V-Bucks」 | 2020年11月6日  | 追加特典は、追加特典のダウンロード番号が書かれているチラシが同封されている。 |
| Nintendo Switch リングフィット アドベンチャーセット             | - Nintendo Switch 本体 - Nintendo Switch ドック - Joy-Con（L）（ネオンブルー） / Joy-Con（R）（ネオンレッド） - Joy-Conストラップ×2 - Joy-Conグリップ - HDMIケーブル（1.5m） - Nintendo Switch ACアダプター - セーフティガイド - リングフィット アドベンチャー（ダウンロード版） - リングコン - レッグバンド | 2020年11月6日  |                                                                              |
| Nintendo Switch マリオレッド × ブルー エディション              | - Nintendo Switch 本体（特別デザイン） - Nintendo Switch ドック（特別デザイン） - Joy-Con（L）（特別デザイン） / Joy-Con（R）（特別デザイン） - Joy-Conストラップ×2（特別デザイン） - Joy-Conグリップ（特別デザイン） - HDMIケーブル（1.5m） - Nintendo Switch ACアダプター - セーフティガイド - Nintendo Switchキャリングケース「マリオレッド × ブルー エディション」 - Nintendo Switch画面保護シート                                    | 2021年2月12日  | 本体カラーが変更されたセットの販売は、このセットが初となる。                 |
| Nintendo Switch モンスターハンターライズ スペシャルエディション | - Nintendo Switch 本体（特別デザイン） - Nintendo Switch ドック（特別デザイン） - Joy-Con（L）（特別デザイン） / Joy-Con（R）（特別デザイン） - Joy-Conストラップ×2 - Joy-Conグリップ - HDMIケーブル（1.5m） - Nintendo Switch ACアダプター - セーフティガイド - モンスターハンターライズ（ダウンロード版） | 2021年3月26日  |                                                                              |
| Nintendo Switch Nintendo Switch Sportsセット                    | - Nintendo Switch 本体 - Nintendo Switch ドック - Joy-Con（L）（ネオンブルー） / Joy-Con（R）（ネオンレッド） - Joy-Conストラップ×2 - Joy-Conグリップ - HDMIケーブル（1.5m） - Nintendo Switch ACアダプター - セーフティガイド - Nintendo Switch Sports（ダウンロード版） - レッグバンド | 2022年12月16日 | ゴルフを遊ぶにはソフトの更新が必要。                                         |

### カラーカスタマイズ
マイニンテンドーストア及び任天堂直営店（Nintendo TOKYO / OSAKA / KYOTO)でNintendo SwitchのJoy-Conの（L） / Joy-Con（R）、Joy-ConストラップのJoy-Con（L）/Joy-Con（R）のカラーを自由に変更できる。Nintendo TOKYO / OSAKA / KYOTOでは、実際にJoy-Conの色味を確認しながらカスタマイズした本体一式を、そのまま購入して持ち帰ることが出来る。有機ELモデルは、当初はドックの色がブラック固定でホワイトの選択が出来なかったが、2023年6月30日より選択できるようになった。

#### Joy-Con
Joy-Conのカラーリングは、以下の13種類（有機ELモデルは14種類）から選択が可能。
- グレー
- ネオンレッド
- ネオンブルー
- ネオングリーン
- ネオンピンク
- ブルー
- ネオンイエロー
- ネオンパープル
- ネオンオレンジ
- パステルピンク
- パステルパープル
- パステルグリーン
- パステルイエロー
- ホワイト（有機ELモデルのみ）

#### Joy-Conストラップ
Joy-Conストラップのカラーリングは、以下の7種類（有機ELモデルは8種類）から選択が可能。
- ブラック
有機ELモデルの場合は、紐の部分が選択可能（白のドットの有無）。
- グレー
- ネオンレッド
- ネオンブルー
- ネオンイエロー
- ネオングリーン
- ネオンピンク

## 周辺機器
発売日の記述が無い商品は一部を除いて、基本的にはNintendo Switch本体と同日発売である。また、型番がNSLの商品は子会社の任天堂販売から販売。
Nintendo Switch 2で使用することも可能で、一部の非対応品を除きほとんどが対応している。
| 型番                                | 名称                                                                  | 備考 | 発売日         |
| ----------------------------------- | --------------------------------------------------------------------- | --- | -------------- |
| HAC-001                             | Nintendo Switch本体                                                   | オリジナルモデル（HACモデル） |                |
| HAC-001（‐01）                      | Nintendo Switch本体                                                   | マイナーチェンジモデル（HADモデル） | 2019年8月30日  |
| HAC-002                             | Nintendo Switch ACアダプター                                          | 本体に1つ同梱(USB-C)。Nintendo Switch Liteでも使用可能。Nintendo Switch 2では本体の充電はできるが電力不足のためTVモードでの使用はできない。USB-PD対応。 |                |
| HAC-003                             | Nintendo Switchバッテリー                                             | 本体に内蔵。バッテリーのみの販売はない。 |                |
| HAC-006                             | Joy-Conバッテリー                                                     | Joy-Con（L） / Joy-Con（R）とNintendo Switch Online用各種コントローラーにそれぞれ内蔵。ゲーム&ウオッチ カラースクリーンのバッテリーとしても使用されている。バッテリーのみの販売はない。 |                |
| HAC-007                             | Nintendo Switchドック                                                 | 本体に1つ同梱。Nintendo Switch 2では非対応。 |                |
|                                     | Nintendo Switch ドックセット                                          | Nintendo Switchドック（HAC-007）、Nintendo Switch ACアダプター（HAC-002）、HDMIケーブル（WUP-008）のセット。 | 2017年4月28日  |
| HAC-008                             | ゲームカード                                                          | ゲームカードのみの販売はない。 型番はLA-XXXX-JPN-Xであるが「JPN」の表記と関係なくリージョンロックは存在しない。 |                |
| HAC-009                             | カードケース                                                          | パッケージ版に付属。 |                |
| HAC-010                             | USB充電ケーブル                                                       | Nintendo Switch Proコントローラー、Joy-Con充電グリップ、USB充電タイプのワイヤレスコントローラーや周辺機器に1つ同梱。type C端子のUSBケーブル。1.5m長と0.3m長の2種類がある。 |                |
| HAC-011                             | Joy-Conグリップ                                                       | Joy-Conを取りつけるグリップでNintendo Switch本体に1つ同梱。 |                |
| HAC-012                             | Joy-Con充電グリップ                                                   | Joy-Conを取りつけて充電するグリップ。 |                |
| HAC-013                             | Nintendo Switch Proコントローラー                                     | バッテリーパック（CTR-003）はニンテンドー3DS、Wii U PRO コントローラーと同一。 |                |
| HAC-014                             | Joy-Conストラップ                                                     | Joy-Conに取り付ける、落下防止のストラップ。Joy-Con（L） / Joy-Con（R）にそれぞれ「ブラック」が1つ同梱。 |                |
| HAC-015                             | Joy-Con （L）                                                         | Nintendo Switch本体にJoy-Con（L） / Joy-Con（R）が1つずつ同梱。マイニンテンドーストアのカスタマイズ限定カラーもあり2018年5月23日から取り扱い開始。 Nintendo Switch Lite・Nintendo Switch 2でも使用可能だが本体に充電機能がないため、充電には別途Joy-Con充電グリップまたはJoy-Con充電スタンド（2way）が必要になる。 |                |
| HAC-016                             | Joy-Con （R）                                                         | Nintendo Switch本体にJoy-Con（L） / Joy-Con（R）が1つずつ同梱。マイニンテンドーストアのカスタマイズ限定カラーもあり2018年5月23日から取り扱い開始。 Nintendo Switch Lite・Nintendo Switch 2でも使用可能だが本体に充電機能がないため、充電には別途Joy-Con充電グリップまたはJoy-Con充電スタンド（2way）が必要になる。 |                |
|                                     | Joy-Con（L） / Joy-Con（R）                                           | Joy-Con（L） / Joy-Con（R）のセット。 |                |
| HAC-017                             | Joy-Conハンドル                                                       | Wiiハンドルと同様に、Joy-Conを取り付けると自動車のハンドルを模した操作が可能で2個セットで同梱。 | 2017年4月28日  |
| HAC-018                             | Nintendo Switch画面保護シート                                         | Nintendo Switchキャリングケース（HAC-021）（HEG-021）に同梱。 |                |
| HAC-019                             | Joy-Con （L）拡張バッテリー（乾電池式）                               | Joy-Conに取り付けると、乾電池を使って充電が可能。Joy-Conストラップ機能も備える。 | 2017年6月16日  |
| HAC-020                             | Joy-Con （R）拡張バッテリー（乾電池式）                               | Joy-Conに取り付けると、乾電池を使って充電が可能。Joy-Conストラップ機能も備える。 | 2017年6月16日  |
| HAC-021                             | Nintendo Switchキャリングケース                                       | Nintendo Switch本体を収納できるキャリングケース。 |                |
| HAC-A-PSSAD                         | Nintendo Switchキャリングケース スプラトゥーン2エディション           | Nintendo Switch本体を収納できる特別デザインのキャリングケースと画面保護シートのセット。 | 2017年7月21日  |
| HAC-A-PSSAF                         | Nintendo Switchキャリングケース スーパーマリオ オデッセイエディション | Nintendo Switch本体を収納できる特別デザインのキャリングケースと画面保護シートのセット。 | 2017年10月27日 |
| HAC-A-PSSAG                         | Nintendo Switchキャリングケース あつまれ どうぶつの森エディション     | Nintendo Switch本体を収納できる特別デザインのキャリングケースと画面保護シートのセット。 | 2020年3月20日  |
| HAC-022                             | リングコン                                                            | リングフィット アドベンチャーに同梱。 | 2019年10月18日 |
| HAC-023                             | レッグバンド                                                          | リングフィット アドベンチャー、ファミリートレーナー、Nintendo Switch Sports（パッケージ版）に同梱。 | 2019年10月18日 |
| HAC-024                             | モンスターボール Plus                                                 | ポケットモンスター Let's Go! ピカチュウ・Let's Go! イーブイで使用できるモンスターボール型コントローラ。 | 2018年11月16日 |
| HAC-029                             | スチールブックカードケース                                            | いくつかの限定パッケージ版ソフトに付属。 |                |
| HAC-030                             | モンスターボール Plusバッテリー                                       | モンスターボール Plusに内蔵。バッテリーのみの販売はない。 |                |
| HAC-031                             | Nintendo Switch充電スタンド（フリーストップ式）                       | テーブルモード用のスタンド、角度を無段階調整ができるフリーストップ式。ACアダプタを接続して充電しながらのプレイが可能。Nintendo Switch Liteでも使用可能。Nintendo Switch 2では非対応。 | 2018年7月13日  |
| HAC-033                             | NES コントローラー（L）                                               | HAC-035・HAC-036の海外版。 | 日本未発売     |
| HAC-034                             | NES コントローラー（R）                                               | HAC-035・HAC-036の海外版。 | 日本未発売     |
| HAC-035                             | ファミリーコンピュータ コントローラー（I）                            | ファミリーコンピュータ Nintendo Switch Online専用のワイヤレスコントローラー。 かつてはNintendo Switch Online加入者限定特典でマイニンテンドーストアで1人1セットまで購入可能だったが、『Nintendo World Championships ファミコン世界大会』の発売に合わせて、2024年7月18日から一般発売されるようになった。 Nintendo Switch Lite・Nintendo Switch 2でも使用可能だが本体に充電機能がないため、充電には別途Joy-Con充電グリップまたはJoy-Con充電スタンド（2way）が必要になる。 | 2018年9月      |
| HAC-036                             | ファミリーコンピュータ コントローラー（II）                           | ファミリーコンピュータ Nintendo Switch Online専用のワイヤレスコントローラー。 かつてはNintendo Switch Online加入者限定特典でマイニンテンドーストアで1人1セットまで購入可能だったが、『Nintendo World Championships ファミコン世界大会』の発売に合わせて、2024年7月18日から一般発売されるようになった。 Nintendo Switch Lite・Nintendo Switch 2でも使用可能だが本体に充電機能がないため、充電には別途Joy-Con充電グリップまたはJoy-Con充電スタンド（2way）が必要になる。 | 2018年9月      |
| HAC-037                             | カート（マリオ・ルイージ）                                            | マリオカート ライブ ホームサーキットに同梱。 | 2020年10月16日 |
| HAC-038                             | カートバッテリー                                                      | カート（マリオ・ルイージ）に内蔵。バッテリーのみの販売はない。 | 2020年10月16日 |
| HAC-039                             | ゲート                                                                | マリオカート ライブ ホームサーキットに4つ同梱。 | 2020年10月16日 |
| HAC-040                             | Nintendo Switchタッチペン                                             | Nintendo Switchで使えるタッチペン。2019年6月28日発売のスーパーマリオメーカー2の早期購入特典として特別デザインのスーパーマリオメーカー2エディションが配布された。 | 非売品         |
| HAC-041                             | Nintendo Switchタッチペン                                             | Nintendo Switchで使えるタッチペン。 東北大学加齢医学研究所 川島隆太教授監修 脳を鍛える大人のNintendo Switchトレーニングのパッケージ版ソフトに同梱のほか単品でも販売。 | 2019年12月27日 |
| HAC-042                             | スーパーファミコン コントローラー                                     | スーパーファミコン Nintendo Switch Online専用のワイヤレスコントローラー。 Nintendo Switch Onlineの加入者限定特典でマイニンテンドーストアで購入可能。 | 2019年9月      |
| HAC-043                             | NINTENDO 64 コントローラー                                            | NINTENDO 64 Nintendo Switch Online専用のワイヤレスコントローラー。 Nintendo Switch Onlineの加入者限定特典でマイニンテンドーストアで購入可能。 | 2021年10月26日 |
| HAC-044                             | 矢印看板                                                              | マリオカート ライブ ホームサーキットに2つ同梱。 | 2020年10月16日 |
| HAC-045                             | セガ ジェネシス コントロールパッド                                    | 海外のSEGA Genesis Nintendo Switch Online専用のワイヤレスコントローラー。 初期のメガドライブのパッドと同じ3ボタンパッドとなっている。 日本国外では下記のファイティングパッド 6Bではなく、このコントローラーが発売される。 | 日本未発売     |
| HAC-046                             | セガ メガドライブ ファイティングパッド 6B                             | セガ メガドライブ for Nintendo Switch Online専用のワイヤレスコントローラー。 Nintendo Switch Onlineの加入者限定特典でマイニンテンドーストアで購入可能。 | 2021年10月26日 |
| HAC-048                             | Joy-Con充電スタンド（2way）                                           | Joy-Con（L・R）を取り付けて充電できるスタンド。ファミリーコンピュータ コントローラーも充電可能。 | 2024年10月17日 |
| HAC-051                             | Nintendo Labo Toy-Con 01: Variety Kit                                 | |                |
| HAC-052                             | Nintendo Labo Toy-Con 02: Robot Kit                                   | |                |
| HAC-053                             | Nintendo Labo Toy-Con 03: Drive Kit                                   | |                |
| HAC-054                             | Nintendo Labo Toy-Con 04: VR Kit                                      | |                |
| HAC-055                             | Nintendo Labo おかたづけボックス                                      | Nintendo Laboを収納するためのボックス | 2018年9月14日  |
| HEG-007                             | Nintendo Switchドック（LAN端子付き）                                  | 有機ELモデル本体に1つ同梱。HACモデル・HADモデルでも使用可能。 |                |
| HEG-021                             | Nintendo Switchキャリングケース                                       | Nintendo Switch本体を収納できるキャリングケース。 | 2021年10月8日  |
| NSL-0001 NSL-0002 NSL-0003 NSL-0038 | マルチポーチ                                                          | Nintendo Switch本体にJoy-Conを取り付けたまま入るポーチ。各デザインのファスナーチャーム付。 | 2017年7月21日  |
| NSL-0004 NSL-0039                   | オールインボックス                                                    | Nintendo Switch本体など一式収納出来るボックス。各デザインのファスナーチャーム付。 | 2017年7月21日  |
| NSL-0005                            | スタイリッシュカバー                                                  | ブックカバータイプのNintendo Switch本体の保護カバーを装着したまま携帯モードで利用可能で、スタンドスタイルにする事でACアダプターを接続したままテーブルモードでも使用可能。 | 2017年7月28日  |
| NSL-0006                            | プライバシーフィルター                                                | 簡単に着脱可能な覗き見防止のフィルター。上記のスタイリッシュカバーを取り付け時も使用可能。 | 2017年7月28日  |
| CLV-003                             | ニンテンドーUSB ACアダプター                                          | USB充電ケーブルと組み合わせることでJoy-ConやNintendo Switch Proコントローラーの充電をすることができる（Joy-Conの充電にはJoy-Con充電グリップも別途必要）。『ニンテンドークラシックミニ』シリーズでも使用可能。 | 2018年4月26日  |
| DOL-003                             | ニンテンドー ゲームキューブ コントローラ                              | ゲームキューブコントローラ接続タップを使用することで接続可能。 | 2018年11月16日 |
| DOL-004                             | ニンテンドー ゲームキューブ ワイヤレスコントローラ ウェーブバード     | アルカリ単三電池2本で約100時間使えるワイヤレスのコントローラ。上記のDOL-003と同様、ゲームキューブコントローラ接続タップを使用することで接続可能。 振動機能は非搭載。 ただし、Nintendo Switch発売の時点では既に生産・販売は終了している。 | 2002年12月5日  |
| DOL-005                             | ニンテンドー ゲームキューブ ワイヤレスレシーバー                      | ウェーブバードの受信機。 ほかの機器と干渉しないように16のチャンネルが用意されている。通信可能距離は約6m。 | 2002年12月5日  |
| CTR-003                             | バッテリーパック                                                      | 3DS、2DS、Wii U Proコントローラー、Switch Proプロコントローラーと共用。 |                |
| KTR-011                             | microSDHCメモリーカード16GB                                           | 市販されているmicroSDHCメモリーカードと機能は同じである。microSDHCカードアダプター同梱。Nintendo Switch 2では規格が異なるため非対応。 | 2014年10月11日 |
| KTR-012                             | microSDHCメモリーカード32GB                                           | 市販されているmicroSDHCメモリーカードと機能は同じである。microSDHCカードアダプター同梱。Nintendo Switch 2では規格が異なるため非対応。 | 2014年10月11日 |
| RVL-015                             | Wii LANアダプタ                                                       | Nintendo Switchドック（HAC-007）で有線LANを接続するのに必要。USB2.0レベルの通信速度。 | 2006年12月30日 |
| WUP-008                             | ハイスピードHDMIケーブル                                              | 本体に1つ同梱。Wii Uのものと型番は一緒だが色が灰色から黒に変わっている。HDMI 1.3 - 1.4相当の性能。Nintendo Switch 2では規格が異なるため非対応。 | 2012年12月8日  |
| WUP-019                             | ニンテンドーワイヤレスマイク                                          | 単三乾電池が2本必要。 | 2018年12月8日  |
| WUP-020                             | ニンテンドーワイヤレスマイクレシーバー                                | ニンテンドーワイヤレスマイクに同梱。 | 2018年12月8日  |
| WUP-021                             | ニンテンドーUSBマイク                                                 | | 2018年4月2日   |
| WUP-028                             | ゲームキューブコントローラ接続タップ                                  | 最大4つのゲームキューブコントローラとの接続を可能にするタップ。タップ天面の刻印がWii UのロゴからNintendoのロゴに変更されている。 | 2018年11月16日 |

### Nintendo Labo
Nintendo Labo（ニンテンドー・ラボ）は、ダンボールとNintendo Switchとゲームソフトを合体・連動させることにより、Nintendo Switchの新たな遊びを体験する事が出来る周辺機器である。Nintendo Switch本体とJoy-Con、付属の専用ソフト、「Toy‐Con（トイ-コン）」と呼ばれる段ボールシートなどを組み立ててできるペーパークラフトを組み合わせることによって、Nintendo Switchのより発展した楽しみ方が可能となっている。

#### VR対応
Nintendo Labo Toy-Con 04: VR Kitより、Nintendo Switchは正式にVRに対応した。任天堂はVRに関して以前から研究を進めており、2016年頃には既にVRゴーグルの特許を出願していた。当時、君島達己はNintendo SwitchのVR対応について「問題が解決したら対応をしていきたい」と発言。発売後しばらく経ってからNintendo Labo Toy‐Con 03: Drive Kitがマリオカート8 デラックスに対応したように過去に発売されたソフトのVR対応が行われた。スーパーマリオ オデッセイではVRならではの遊びが追加され、ゼルダの伝説 ブレス オブ ザ ワイルドではゲーム全編をVRで楽しむことができる。ただし、Nintendo Switch Lite・Nintendo Switch 2では本体の形状が異なるため、VRでのプレイには対応していない。

##### VRの対応年齢
VRの機器は各社メーカーから出ており業界標準で対象年齢13歳以上となっている。日本では施設型VRコンテンツの業界団体として一般社団法人ロケーションベースVR協会が設立され、VRコンテンツの利用年齢に関するガイドラインを発表している。ガイドラインでは7歳以上13歳未満は保護者の同意や時間制限など条件付きで施設型VRコンテンツを利用できるとしている。そうした経緯や先行で世に出ているVR機器が業界標準で対象年齢13歳以上となっているが、任天堂のNintendo Labo Toy‐Con 04: VR Kitでは対象年齢7歳以上となっている。業界標準よりも対象年齢が低くなっていることについては、任天堂が独断で決めたわけでもなく、眼科学・視覚研究の専門家に監修のもと年齢設定をしている。

## 関連モデル
Nintendo Switchファミリーには下記の2種類のモデルを含めて、全部で3種類のバリエーションモデルが存在する。

## その他
Nintendo SwitchとWii Uのゲームソフトの違い
Nintendo SwitchとWii Uのマルチの例に『ゼルダの伝説 ブレス オブ ザ ワイルド』があり、Nintendo Switch版では解像度と音質が向上し、Wii U版は光ディスクであるのに対して、Nintendo Switch版はROMカセット規格のゲームカードを採用しているため、ロード時間が短縮されている。
microSDXCメモリーカードの対応について
Nintendo Switchではインターネットに接続して本体更新をすれば、microSDXCメモリーカードを使用することが可能となっている。
リージョン制限の撤廃
Wii Uまでの任天堂の据置型ゲーム機とは異なりNintendo Switchソフトには原則として販売地域によるリージョン制限は設けられておらず、日本版のNintendo Switch本体で他地域のNintendo Switchソフトも使用可能である。ただし、Xbox Oneと異なり、PS4と同じ形式でDLCにはリージョンロックがかかり、任天堂からの動作保証は無い。
中国版における制限
ただし、テンセントが販売する中国版のみ一部制限がある。具体的には「中国国内向けのニンテンドーeショップにしか接続できず、中国当局による検閲を経て認可されたタイトル（ソフト全体の1%程度、2024年時点で約50作品）しかダウンロード購入できない」「他地域版のゲームカードの場合、起動やアップデートはできるが、オンライン要素の利用やDLCの購入は不可」など。このため、中国国内でも中国版ではなく海外版を求めるユーザーが多い。
マイニンテンドーストアでの販売
前述のとおり、マイニンテンドーストア限定でNintendo SwitchのJoy-ConとJoy-Conストラップのカラーの組み合わせをカスタマイズすることが可能。
Mii
ニンテンドー3DSやWii Uではプロフィールを作る際はMiiは必須であったが、Nintendo Switchからは必須ではなく、代わりに任天堂キャラクターのアイコンが使用できるようになっている。また、髪の毛や眉毛、瞳、体に使える色がニンテンドー3DS発売時のMiiスタジオ以来で増加した。Miiを3DS/Wii Uから持ち越す場合はamiiboかamiiboカードが一個必要である。
アップグレード
任天堂はインタビューで将来的にはNintendo Switchをアップグレードしていく可能性を語っている。また、Joy-Conも将来的には変更する可能性にも触れており、Joy-Conを脱着式にした理由は「他のものをくっつける可能性を残しているため」だとしている。ただし、市販のサードパーティーコントローラーについても基本的にJoy-Con規格の延長線上の操作用コントローラを本体に脱着できる形式となっている。
携帯モード専用ソフト
Nintendo Switch本体のタッチスクリーン操作が必須となるソフトは携帯モード専用となっていてTVモードではプレイできない。
例をあげると、ダウンロードソフトのリズムゲームであるVOEZはスマートフォンアプリからの移植ソフトであり、当初はタッチスクリーン操作のみのゲームとなっていた。そのため携帯モード専用でありTVモードは非対応となっていた。
USB記録メディア
販売時のNintendo SwitchではUSB端子を介して接続する外部記憶装置「USB記録メディア」は対応していない。ただし、任天堂では将来的にUSB記録メディアの対応予定もあると答えている。
PCでコントローラーが使用可能
任天堂のサポート対象外だが、Joy-Con、Nintendo Switch Proコントローラー、ともにBluetoothを介してPCで利用できることが判明している。現在ではSteamでの利用がサポートされ、Nintendo Switch Proコントローラーを使用することができる。
ゲームカードに苦味成分
Nintendo Switchのゲームカードには誤飲防止のために安息香酸デナトニウムが塗布されている。
バッテリーの交換不可
Nintendo Switch本体やJoy-Con、Nintendo Switch Proコントローラーのユーザーの手によるバッテリー交換は分解しない限りできない。交換が必要な場合は、任天堂の修理受付サービスを利用する。
ダウンロードコンテンツ（DLC）
Wii Uでもすでに行われていたが、任天堂のゲームでは追加のDLCを「エキスパンション（拡大）・パス（券）」という名称で一部のゲームタイトルの間に有料でセットのみ販売している。Nintendo Switchでも従来の一般的な「シーズンパス」と同様に、DLCを「エキスパンション・パス」という名称でセット販売している。例として、『ゼルダの伝説 ブレス オブ ザ ワイルド』では2017年3月3日のNintendo Switch本体と同時発売のゲームソフトの1つであるが、DLCは第1弾は夏に配信、第2弾は冬に配信されている。これは、1つのソフトを長期的にプレイしてほしいという思いからであり、任天堂は今後エキスパンション・パス形式での拡張を充実させるとしている。
またゲームによっては有料のDLCではなく無料アップデートが行われている。例として、ARMSの無料アップデートによりキャラクターや新モードが追加されていたり、『スーパーマリオ オデッセイ』ではミニゲーム、ルイージの「バルーンファインド」が追加されたり、衣装も増えたりしている。
対応API
Nintendo Switchは上記のNVNの他にOpenGL ESやVulkanにも対応している。Khronosによれば通常のゲーム開発にはNVN、手軽にソフトを開発したい場合にはOpenGL ES、レジスタレベルで性能を引き出したい場合にはVulkanと開発者の異なるニーズに対応するためのサポートを行っている。
タッチパネルのメーカー
Nintendo SwitchのタッチパネルはJDI（ジャパンディスプレイ）で独占供給の予定であり2016年のローンチ分の製造段階ではJDI製の液晶だった。しかしJDIが工場再編でNintendo Switchの液晶も供給していた工場を閉鎖したため、2017年には台湾のInnolux社とAU Optronics（AUO）社に変更されている。

### サードパーティへのサポート
Wii Uにおける失敗要因の一つに、サードパーティのゲームソフト開発に必要なサポートが欠如しており、サードパーティ製のゲームライブラリが貧弱となっていた。その教訓を活かし、任天堂はNintendo Switchの開発段階からサードパーティの呼び込みを積極的に行った。早い段階でゲーム開発に取り掛かれるよう、多くのサードパーティに直接連絡を取った。任天堂はNintendo Switchのソフトウェア開発キットを、競合他社のコンソール機器の開発キットよりも低価格の約450USドル（約5万円）で提供しているため、低予算で開発されたインディーゲームを手掛ける小規模なデベロッパーまで手の出やすい開発環境である。これによりサードパーティの取り込みが成功。当初は2017年までに60タイトルのリリース予定だったインディーゲームは、予想を遥かに超える320タイトルがリリースされた。
任天堂は以前まで、デベロッパーに対し独自開発したゲームエンジンとライブラリを提供することに依存していた。しかし、Nintendo Switchから方針を変え、サードパーティが利用する既存のソフトウェア開発キットへの対応を進め、NVIDIAチップセットがサポートしている標準ライブラリを用いて、低コストでゲーム移植が可能となった。ユニティ・テクノロジーズ、Epic Games、クロノス・グループは、Unityというゲームエンジンを用いたNintendo Switchソフトの開発を支援した。また他にもUnreal Engine 4に対応し、またVulkanとOpenGLのグラフィックスAPIに対応している。

## 問題点
セキュリティ脆弱性
2018年4月にNintendo Switchに搭載されているTegra X1チップのUSBリカバリモードに含まれる脆弱性"Fusée Gelée"を用いて、第三者が悪意のあるコードをNintendo Switch上で実行させることができるセキュリティ脆弱性がハッカーによって発見された。
『Fusée Gelée』は、Tegra X1のUSBリカバリモードに内在する脆弱性を利用し、bootROMを保護するロックアウト操作を回避し、Boot and Power Managementプロセッサ（BPMP）を制御できる脆弱性である。コード化された正しくないUSB制御手順を、正しい箇所に不適切な長さの引数を送信することで、ユーザーはシステムに「制御要求ごとに65535バイトまで要求する」ことが可能となる。このデータはbootROM内のダイレクトメモリアクセス（DMA）バッファを簡単にオーバーフローさせることができるため、データ保護されたアプリケーションスタックにコピーし、攻撃者に任意のコードを実行させることが可能となる。Nintendo Switchで「Fusée Gelée」の脆弱性を利用するには、USBリカバリーモードに切り替える必要がある。Nintendo SwitchのUSBリカバリーモードは、右のJoy-Conコネクタ部分にある1ピンと10ピンをショートさせ、ボリュームアップと電源ボタンを同時に押して入ることができる。
これらの脆弱性に対して、Tegraのファームウェアを更新するシステムが備わっていないため、アップデートパッチによる修正は不可能であり、理論上は修正されたハードウェアの基板交換でしか対応することができない。
周辺機器の偽装品の横行
Joy-ConやNintendo Switch Proコントローラーといった周辺機器の、純正品を謳った不正な偽装品の販売が横行しており、本物を購入したと思ったユーザーが任天堂サポートに修理を依頼したところ、偽物と判明して送り返された事例などが発生している。任天堂は「並行輸入品」「システム更新できない」などと書かれて販売されている商品は偽装品である可能性が高いと注意喚起している。
Joy-Conドリフト
「Joy-Conドリフト」という通称が付けられた、Joy-Conの「アナログスティックに触れていないにもかかわらず、勝手にスティック操作がおこなわれる」現象が報告されており、Nintendo of Americaの社長がこれについてコメントしている。アメリカやカナダで訴訟が起こされ、イギリスでは消費者団体がアナログスティックの「構造上の欠陥」を指摘した。この問題について、2023年4月4日にEU（欧州連合）の欧州委員会は、法的保証期間外でも無料で修理するよう、任天堂と合意したと発表した。